# STS-130

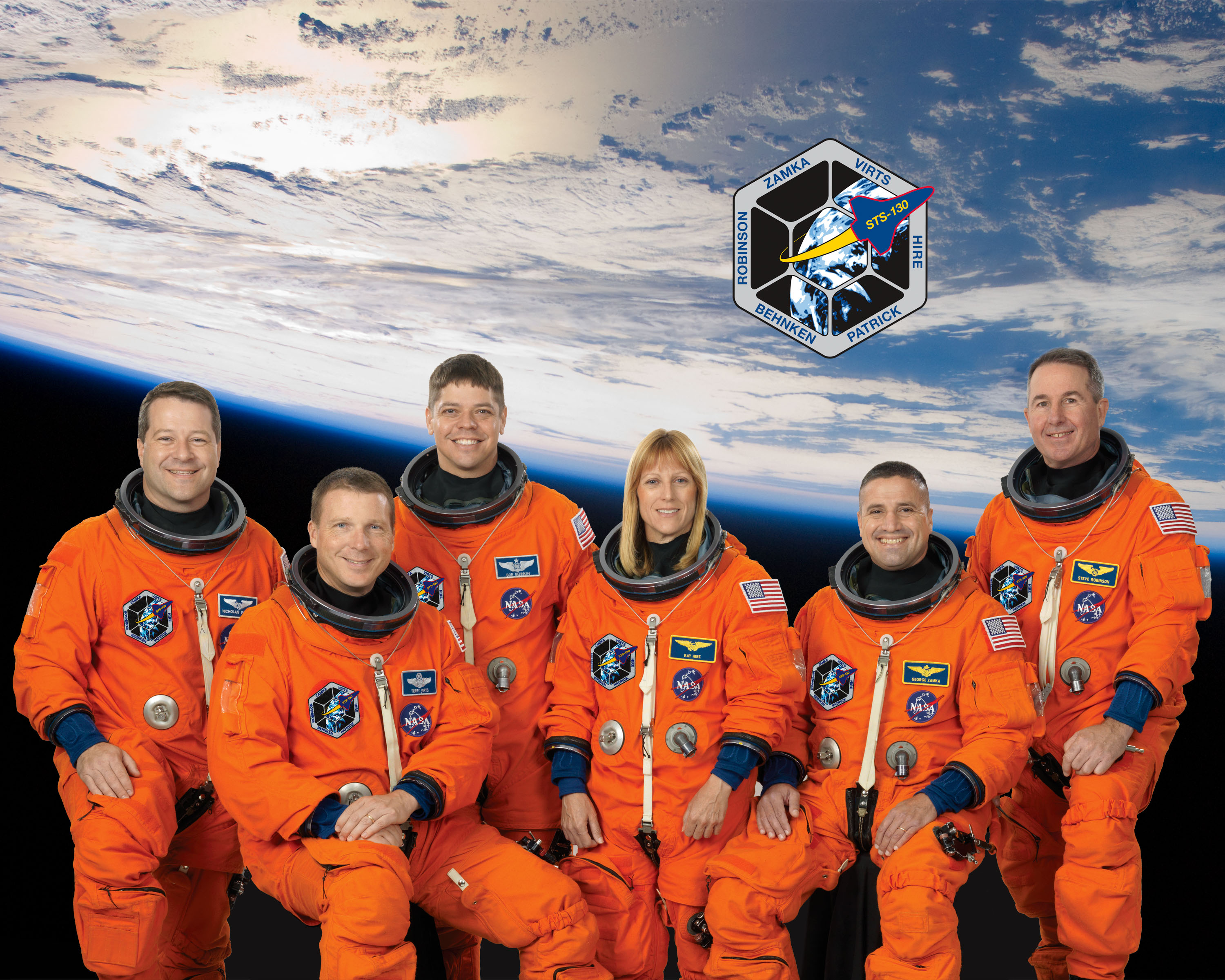
Екіпаж STS-130: Зліва направо: Патрік, Віртс, Бенкен, Хайр, Замку, Робінсон

STS-130 — космічний політ шатла «Індевор» за програмою «Спейс Шаттл». Продовження збірки Міжнародної космічної станції. 32-й політ шатла до МКС.

## Екіпаж
- Джордж Замка (2-й космічний політ), командир екіпажу
- Террі Віртс (1), пілот
- Роберт Бенкен (англ. Robert L. Behnken) (2) — фахівець польоту
- Ніколас Патрік (2), фахівець польоту
- Кетрін Хайр (2), фахівець польоту
- Стівен Робінсон (4), фахівець польоту

## Виходи у відкритий космос
Під час польоту виконано три виходи у відкритий космос.
- Вихід 1 — «Бенкен і Патрік»
- Цілі: установка модуля «Транквіліті».
- Початок: 12 лютого 2010 року — 2:17 UTC
- Закінчення: 12 лютого 2010 року — 8:45 UTC
- Тривалість: 6 годин 32 хвилин.

Це 138-й вихід у космос пов'язаний з МКС.
Це 4-й вихід у космос для Бенко і 1-й вихід для Патріка.
- Вихід 2 — «Бенкен і Патрік»
- Цілі: підключення ліній системи охолодження до модуля «Транквіліті».
- Початок: 14 лютого 2010 року — 2:20 UTC
- Закінчення: 14 лютого 2010 року — 8:14 UTC
- Тривалість: 5 годин 54 хвилини.

Це 139-й вихід у космос пов'язаний з МКС.
Це 5-й вихід у космос для Бенко і 2-й вихід для Патріка.
- Вихід 3 — «Бенкен і Патрік»
- Цілі: включення другої петлю охолодження модуля «Транквіліті», підготовка модуля «Купол» до відкриття.
- Початок: 17 лютого 2010 року — 2:15 UTC
- Закінчення: 17 лютого 2010 року — 8:03 UTC
- Тривалість: 5 годин 48 хвилин.

Це 140-й вихід у космос пов'язаний з МКС.
Це 6-й вихід у космос для Бенко і 3-й вихід для Патріка.

## Мета

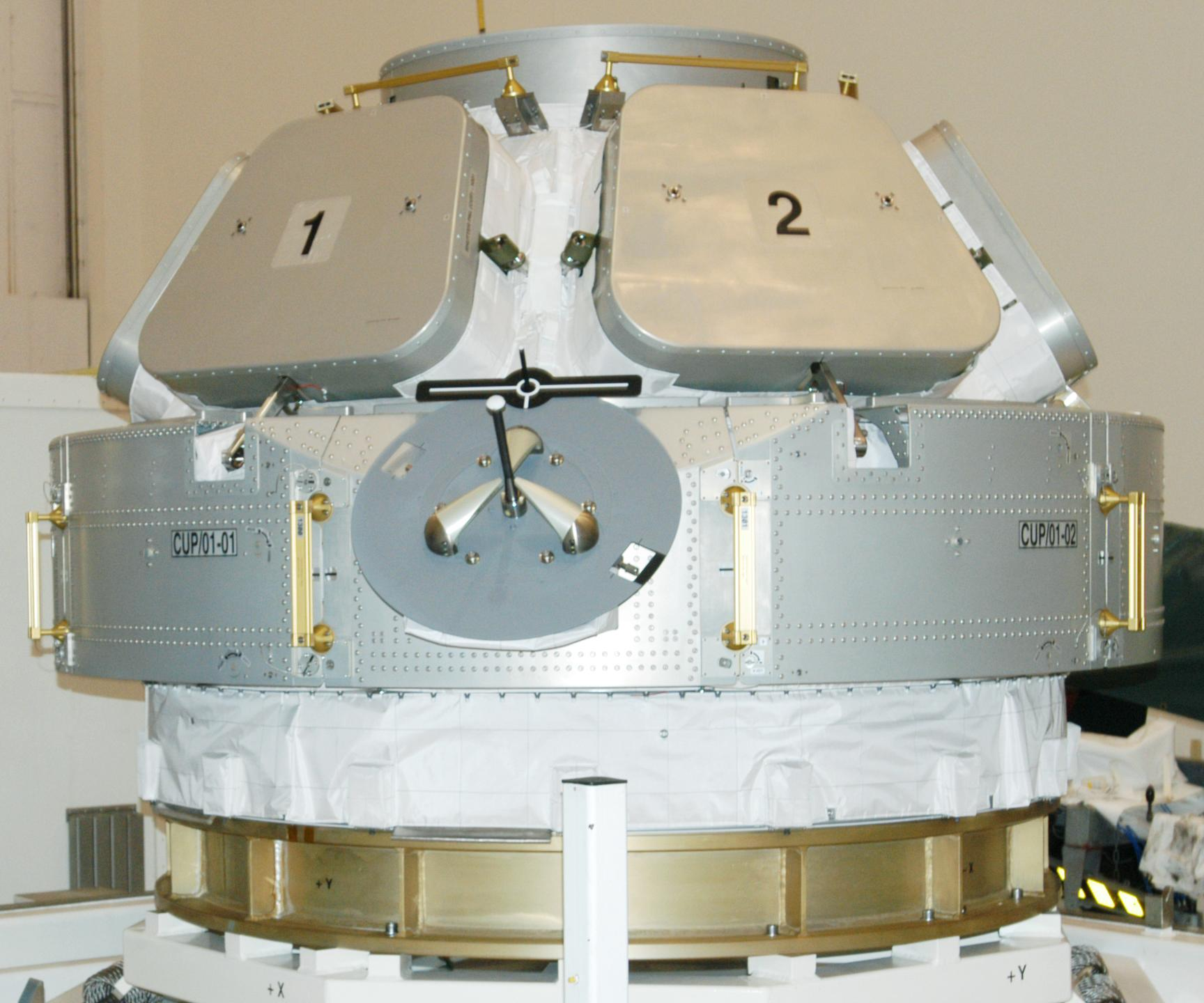
Модуль «Купол»

Доставка та встановлення на МКС модуля «Транквіліті» («Спокій») і модуля «Купол». Модуль «Транквіліті» — останній американський модуль МКС. У модулі «Транквіліті» розміщуються системи життєзабезпечення екіпажу, туалети і тренажери. Виготовлений у Італії модуль «Купол» пристикований до модуля «Транквіліті».
Модуль «Транквіліті» виготовлений в Італії фірмою «Таліс-Аленія-Спейс» (англ. Thales Alenia Space). Довжина модуля 7,2 метра, діаметр 4,4 метра, внутрішній об'єм 74 м³, вага 15 тонн.
Модуль «Купол» виготовлений італійською фірмою Thales Alenia Space. Вага модуля становить 1,5 тонни. На модулі — сім вікон: шість трапецієподібних вікон, які оточують кругле центральне вікно. Діаметр центрального вікна — 80 см. Зсередини станції кожне вікно обладнано захисною панеллю. Зовні кожне вікно також обладнано кришкою, яка захищає вікно від ударів мікрометеоритів і космічного сміття. Вікна обладнані віконницями, які відкриваються і закриваються вручну зсередини станції.

## Підготовка до польоту
- 5 грудня 2008 року НАСА призначило екіпаж для місії STS-130: командир Джордж Замку, пілот Террі Віртс, фахівці польоту Роберт Бенке, Ніколас Патрік, Кетрін Хайр, Стівен Робінсон.

В екіпажі «Індевора» — один новачок космічних польотів: Террі Віртс.

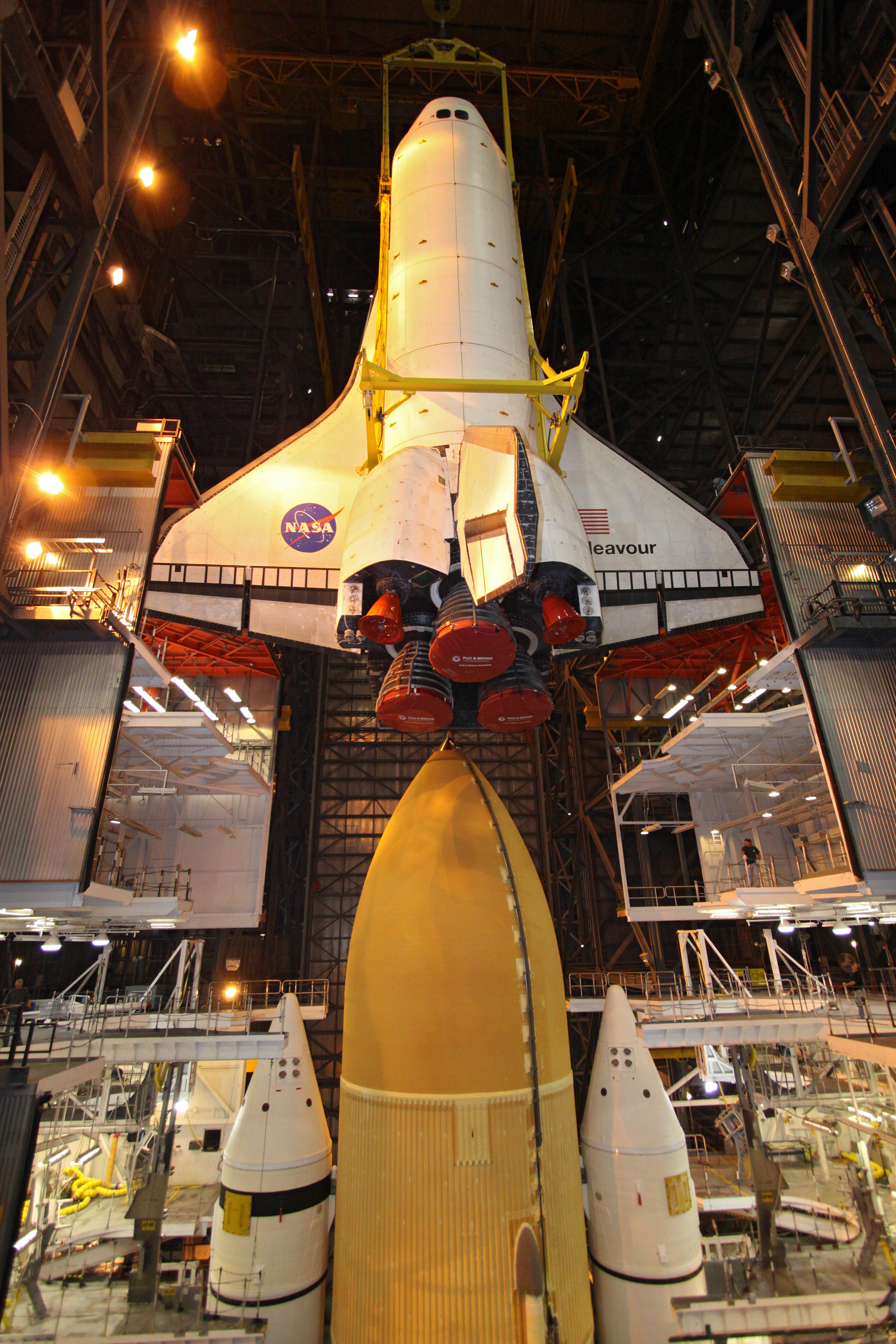
«Індевор» підвішують до зовнішнього паливного бака

- 11 грудня 2009 року шатл «Індевор» був перевезений з ангара в будівлю вертикальної збірки, де він буде з'єднаний із зовнішнім паливним баком і твердопаливними прискорювачами. Перевезення почалося о 17:53 за Гринвічем (12:53 місцевого часу) і закінчилося в 19 годин 8 хвилин. У будівлі вертикальної збірки «Індевор» залишатиметься до січня 2010 року.

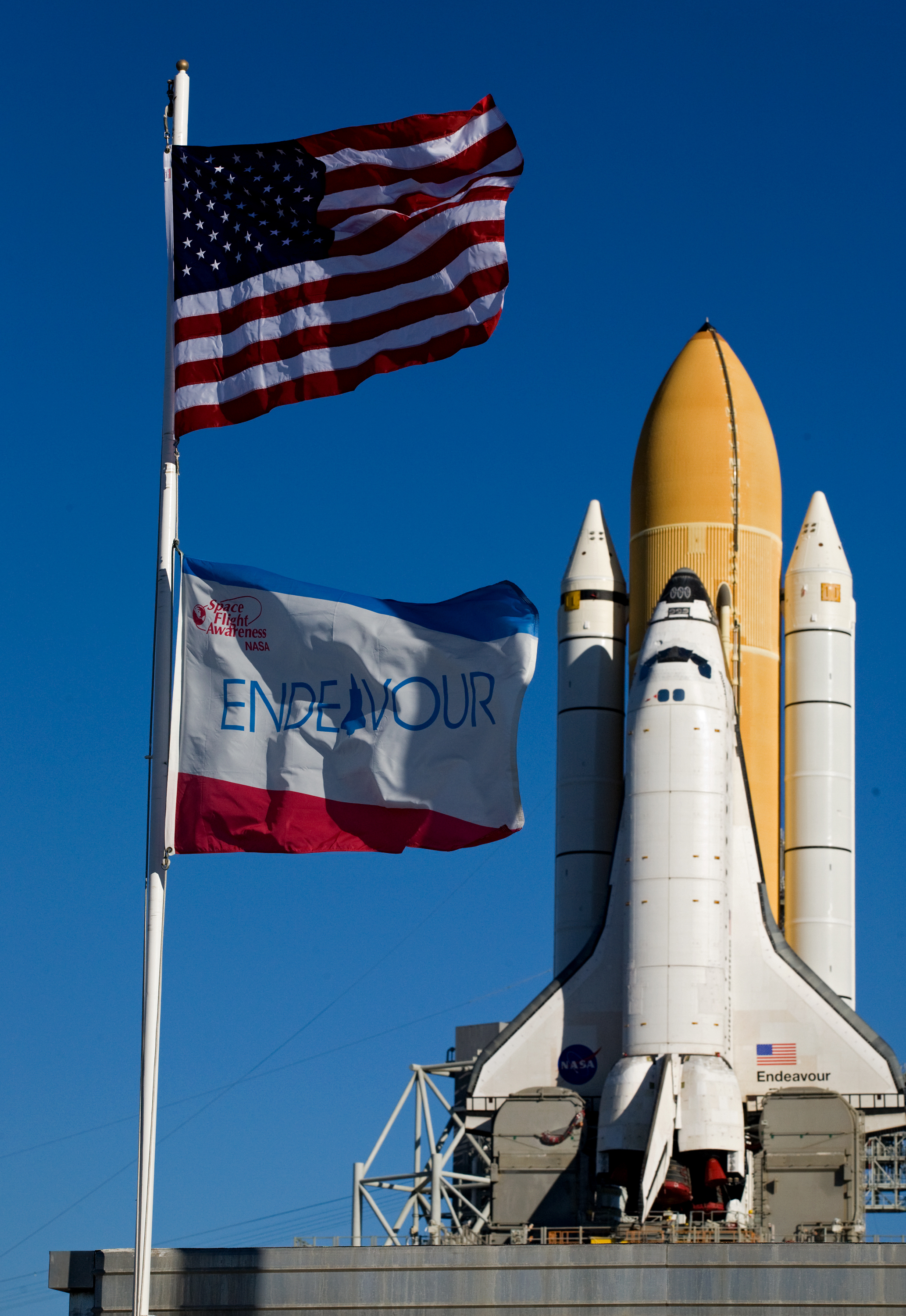
Перевезення «Індевора» на стартовий майданчик

- 6 січня 2010 року шатл «Індевор» був вивезений з будівлі вертикальної збірки і встановлений на стартовому майданчику 39А. У Флориді незвично холодна погода, температура опускалася нижче 0 °C, дув різкий, холодний вітер. Тому були встановлені обігрівачі, які обдували шатл теплим повітрям. Вивіз розпочався о 9:13 за Гринвічем (4:13 за часом східного узбережжя США). О 15:37 «Індевор» був встановлений на стартовому майданчику «39А».
- 18 січня ввечері екіпаж шатла «Індевор» прибув до Космічного центру Кеннеді з Х'юстона. Астронавти прилетіли по двоє на літаках Т-38. На мисі Канаверал екіпажу належить провести передпольотне тренування, зокрема й дії в разі аварійних ситуацій. 21 січня буде проведена імітація передстартового зворотного відліку. Астронавти одягнуть скафандри, займуть свої місця в кабіні «Індевора» і протягом трьох годин будуть повторювати всі передстартові процедури, аж до моменту запуску двигунів шатла.

Після цього тренування екіпаж повернеться в Х'юстон.
- 21 січня члени екіпажу «Індевора» провели тригодинне тренування зворотного передстартового відліку. Астронавти також відпрацьовували дії на випадки аварійних ситуацій. Вранці 22 січня астронавти відлетіли в Х'юстон, у Космічний центр Джонсона.
- 27 січня НАСА офіційно підтвердило, що шатл «Індевор» стартує 7 лютого о 9:39 за Гринвічем (4:39 за часом східного узбережжя США).

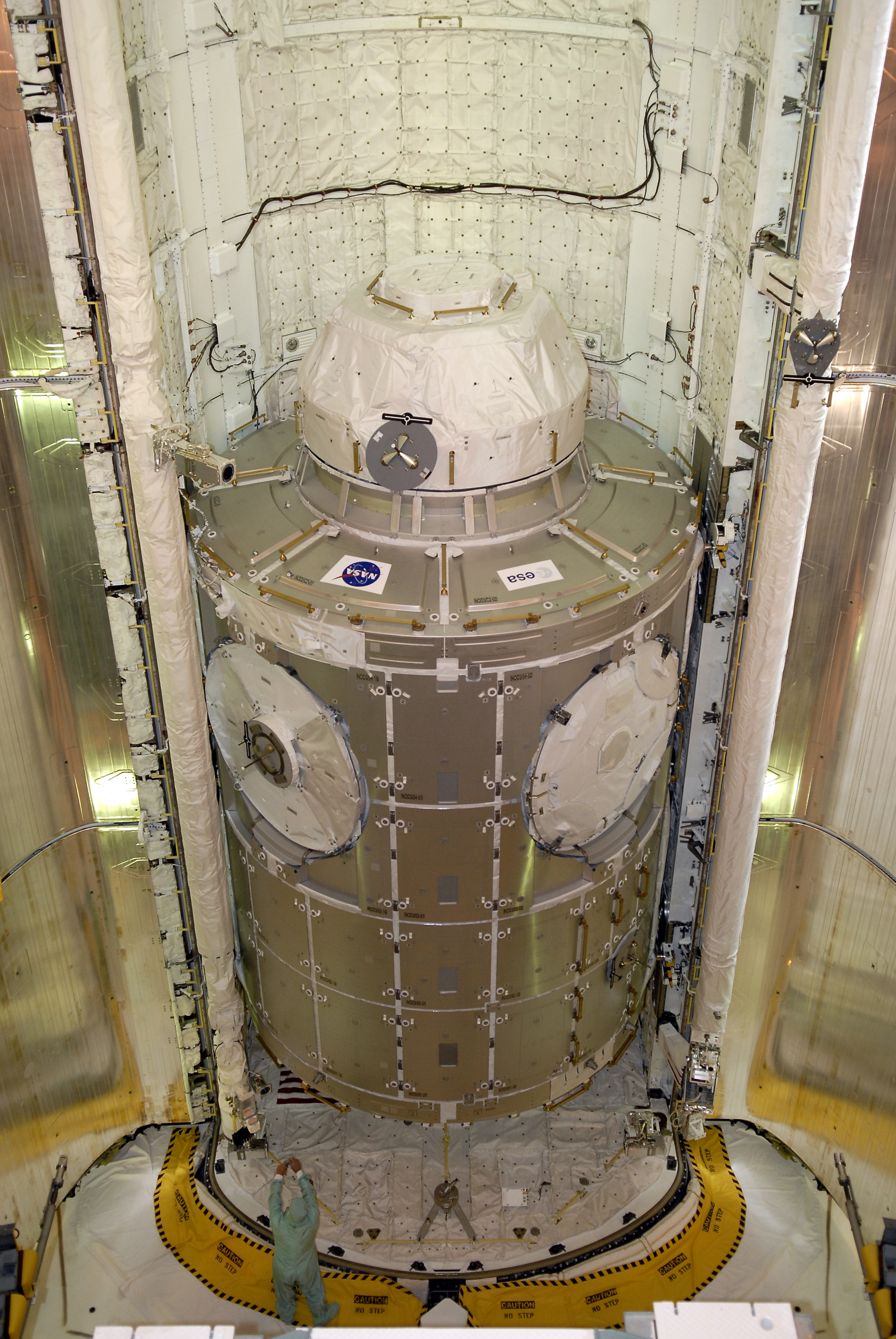
Модулі «Транквіліті» і «Купол» у вантажному відсіку «Індевора»

- 2 лютого о 10 годині вечора місцевого часу (3 лютого о 3:00 за Гринвічем) екіпаж «Індевора» прилетів з Х'юстона на космодром мису Канаверал, для безпосередньої підготовки до старту, призначеного на 7 лютого.
- 4 лютого о 7 годині за Гринвічем (2 години по часу мису Канаверал) розпочався передстартовий відлік перед запуском шатлу «Індевор». Прогноз погоди в районі космодрому дає 70 % спиятливої ймовірності для старту погоди.
- 7 лютого. Приблизно за півгодини до призначеного часу старту погодні умови на мисі Канаверал погіршали до неприйнятних значень. Низька хмарність над космодромом ускладнює, через погану видимість, можливий аварійний повернення шатла і його приземлення на злітно-посадковій смузі космодрому. О 9:29 (за 10 хвилин до старту) надійшла команда на скасування старту. Причина скасування старту — густа і низька хмарність. Наступна спроба відбудеться через добу — 8 лютого о 9:14 за Гринвічем. Згідно з прогнозом на 8 лютого ймовірність сприятливої для старту погоди становить 60 %.

## Опис польоту

### Старт і перший день польоту
9:14 8 лютого — 15:14 8 лютого

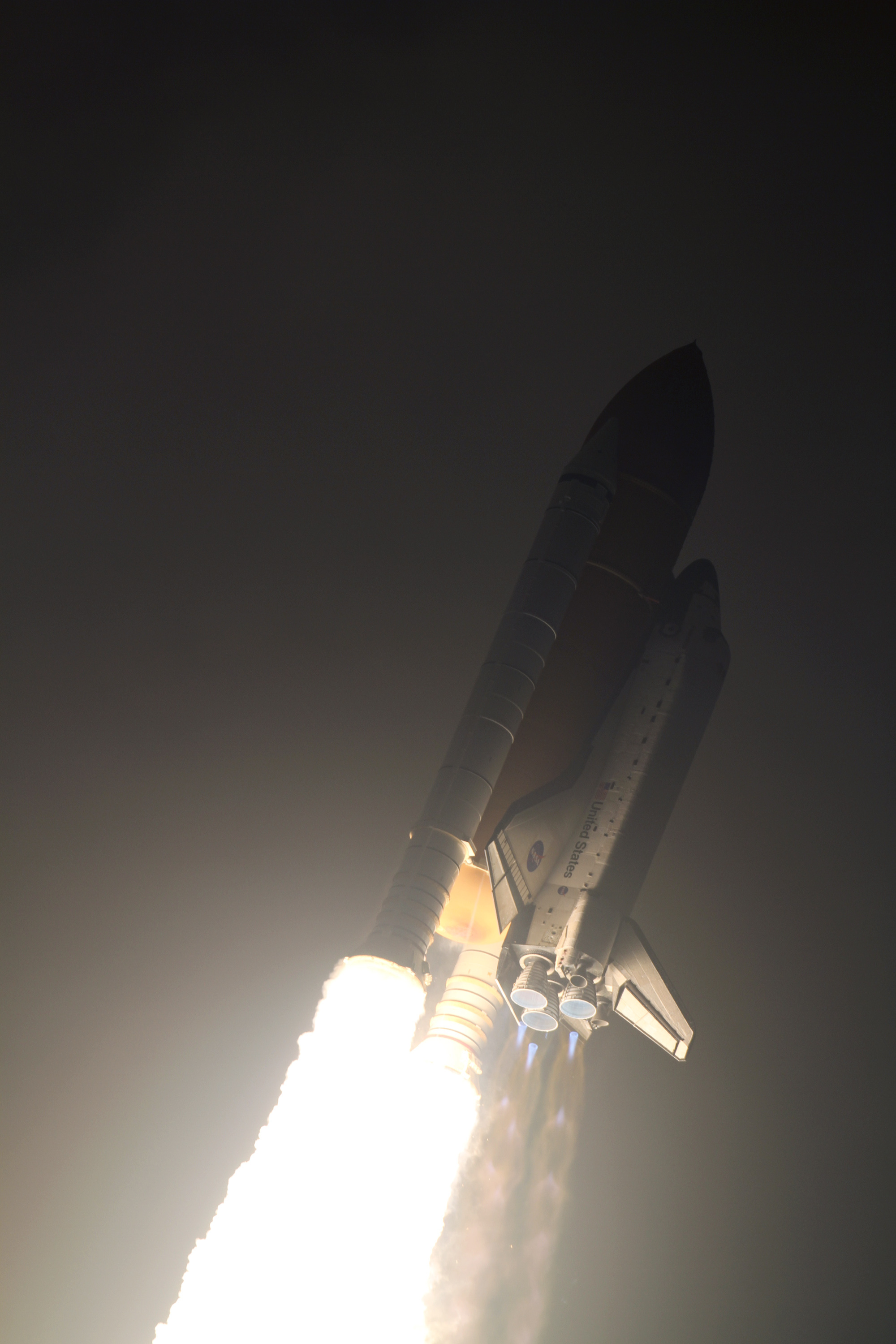
Старт

О 5:40 екіпаж у автобусі прибув на стартовий майданчик, де встановлений «Індевор». О 5:55 астронавти почали розміщуватися в кабіні шатла. Першим командир екіпажу Джордж Замку, потім Роберт Бенке, пілот Террі Віртс, Ніколас Патрік, Кетрін Хайр і Стівен Робінсон. Посадка екіпажу закінчилася о 6:45. У цей час над космодромом була все ще неприйнятна старту сильна хмарність. О 7:13 був закритий люк шатла. О 8:20 хмари над космодромом розсіюються до прийнятного для старту рівня. Для можливої аварійної посадки шатла обраний аеродром в іспанській Сарагосі, де в цей час сприятлива погода.
О 9:14:07 шатл «Індевор» стартував. Через 2 хвилини і 10 секунд були відстрілені відпрацьовані твердопаливні прискорювачі. Через три з половиною хвилини «Індевор» був на висоті 80 км, віддалення від точки старту — 160 км. Через 8 хвилин 31 секунду шатл вийшов на орбіту, двигуни шатла були вимкнені, шатл від'єднався від зовнішнього паливного бака. Через 38 хвилин була проведена корекція орбіти шатла. О 10:47 був розкритий вантажний відсік шатлу.
Під час старту «Індевора» Міжнародна космічна станція перебувала над західною Румунією — точкою з координатами 46° північної широти і 20,5° східної довготи.
О 12:14 була проведена друга корекція орбіти. Параметри орбіти шатла після коригування: перигей 228 км, апогей 335 км.
Астронавти переводять системи шатлу в режим роботи на орбіті. Розгорнуто антену Ku діапазону. Підготовляють подовжувач маніпулятора для майбутньої наступного дня інспекції теплозахисного покриття шатла.

### Другий день польоту
8 лютого 23:14 — 14:14 9 лютого
Камера, встановлена на зовнішньому паливному баку, зафіксувала відрив відносно довгого шматка ізоляції (6 мм товщини і 30 см довжини) під час старту. Але цей шматок не зачепив днища шатла. Після попереднього аналізу зображень декількох камер, які знімали шатл під час старту, керівник польоту «Kwatsi Alibaruho» повідомив, що не зафіксовано ніяких небезпечних зіткнень відірвалися шматків ізоляції зовнішнього паливного бака з теплозахисних покриттям шатла. Остаточні результати будуть повідомлені пізніше.
Було проведено кілька коригувань орбіти шатла з метою зближення зі станцією.

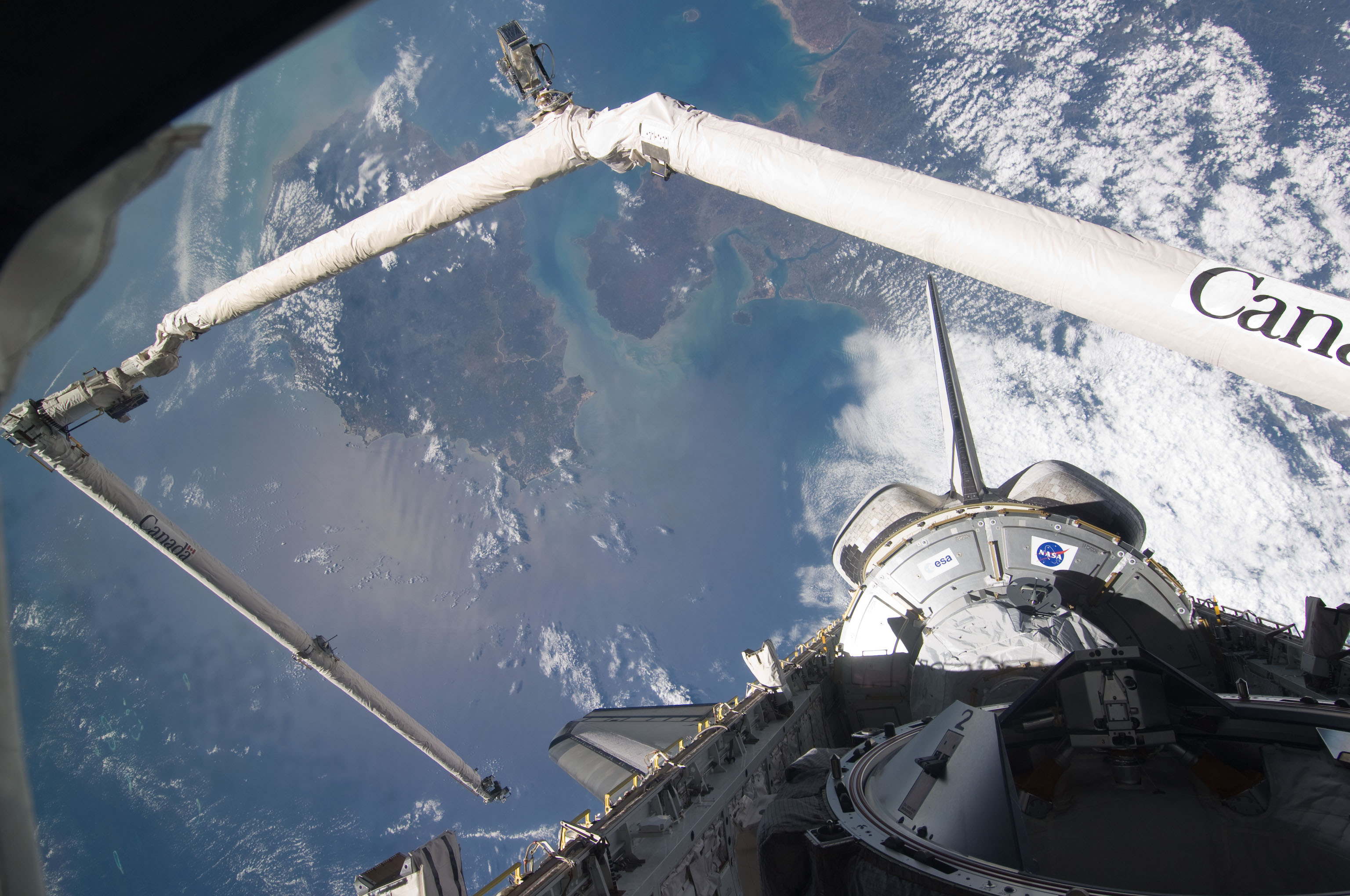
Обстеження правого крила

За допомогою лазерного сканера і високоточної камери, встановлених на подовжувачі робота-маніпулятора станції, астронавти проводять обстеження теплозахисного покриття днища і кромок крил шатла. Роботом-маніпулятором шатла управляли Кетрін Хейр, Ніколас Патрік і Террі Віртс. Обстеження правого крила почалося о 5:00 і тривало близько півтори години. Далі були обстежені ніс і покриття передньої частини шатла, потім лівого крила. Обстеження було закінчено о 10 годині. Зображення, отримані під час обстеження, передаються в центр управління польотом, де фахівці проаналізують їх. Якщо виявляться підозрілі місця, то під час обстеження в передостанній день польоту, ці місця будуть обстежені більш ретельно.
Астронавти підготовляли обладнання для майбутньої стиковки з МКС.

### Третій день польоту
9 лютого 22:14 — 13:14 10 лютого
О 0:57 була проведена чергова коригування орбіти. «Індевор» перебував за 60 км від станції.
О 2:28 була проведена заключна корекція орбіти. «Індевор» перебував за 14 км від станції. О 3 годині, приблизно за 2:00 перед стикуванням, шатл перебував за 8 км від станції. О 3:50 шатл перебував на відстані 300 метрів від станції.

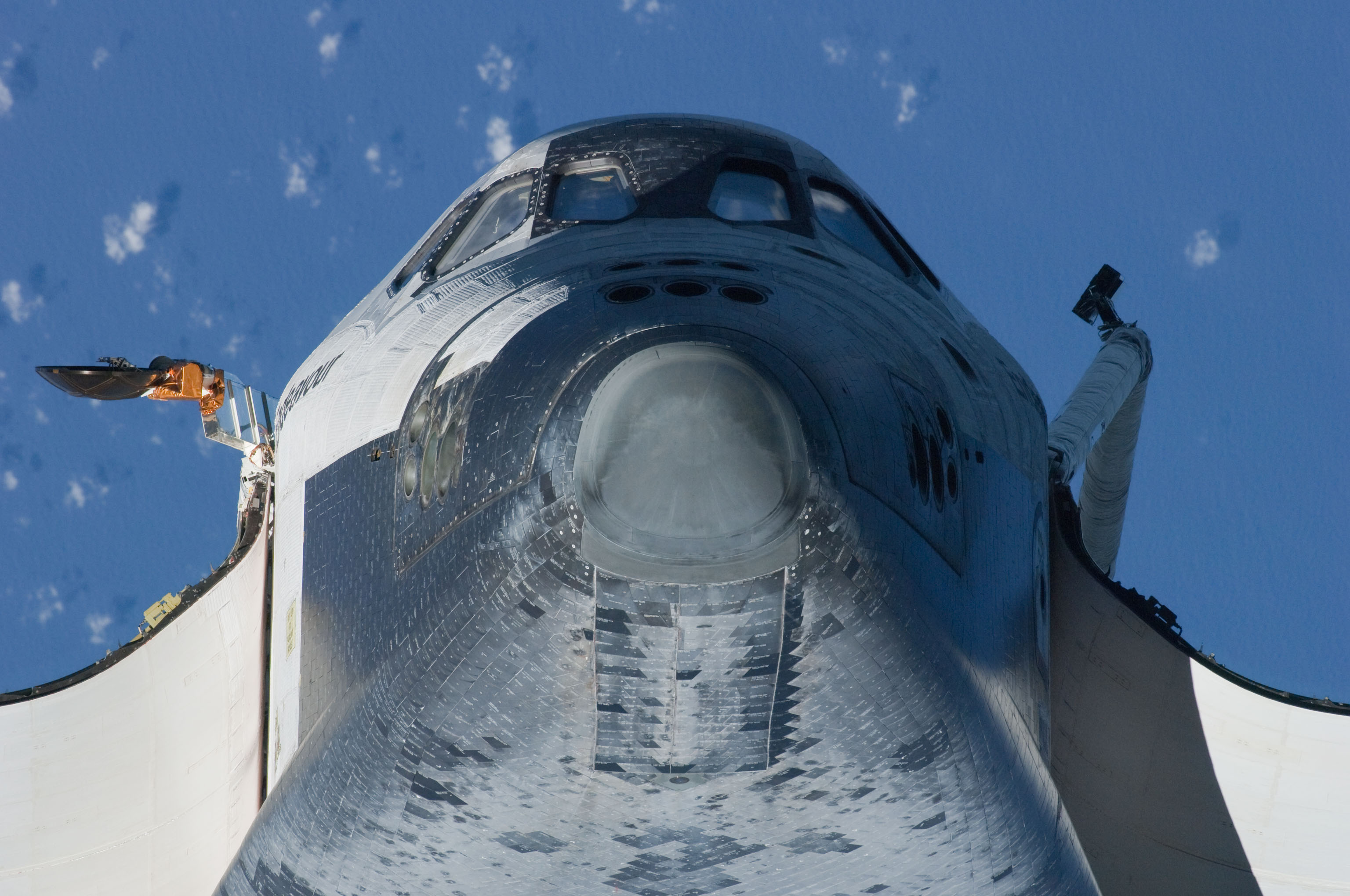
«Індевор» наближається до МКС

О 4-й годины, коли «Індевор» перебував на відстані 180 метрів під станцією, командир шатла Джордж Замку почав маневр розвороту, у ході якого шатл зробив перекид перед ілюмінаторами станції, через які астронавти МКС Джеффрі Вільямс і Олег Котов знімали теплозахисне покриття днища та крил шатла. Переворот було здійснено за 10 хвилин. О 4:20 шатл вийшов вперед за курсом від станції. Ніс шатла спрямований у космос, корму на Землю, розкритий вантажний відсік, у якому перебуває стикувальний вузол, спрямований на станцію. О 4:30 шатл перебуває на відстані 90 метрів, швидкість зближення становить 6 см / с. У цей час стався збій у лазерній системі, яка автоматично вимірює відстань між об'єктами. Цей збій не впливає на продовження процесу стикування. У розпорядженні є інші засоби для вимірювання відстані. Астронавти використовують ручний лазерний вимірювач відстані. О 5 годині відстань між шатлом і МКС становило 9 метрів.
Стиковка відбулася о 5:06 над Атлантичним океаном, на захід Португалії. Загальна вага комплексу (МКС + «Індевор») склав більше 450 тонн.
Після стикування, за допомогою двигунів шатла, весь комплекс (МКС + «Індевор») був розгорнутий на 180° так, що модуль «Зірка» стає переднім у напрямку польоту, а шатл перебуває ззаду. Такий розворот робиться завжди, коли до станції пристиковується шатл, щоб запобігти пошкодження теплозахисного покриття шатла від можливих зіткнень із мікрометеоритами або космічним сміттям.

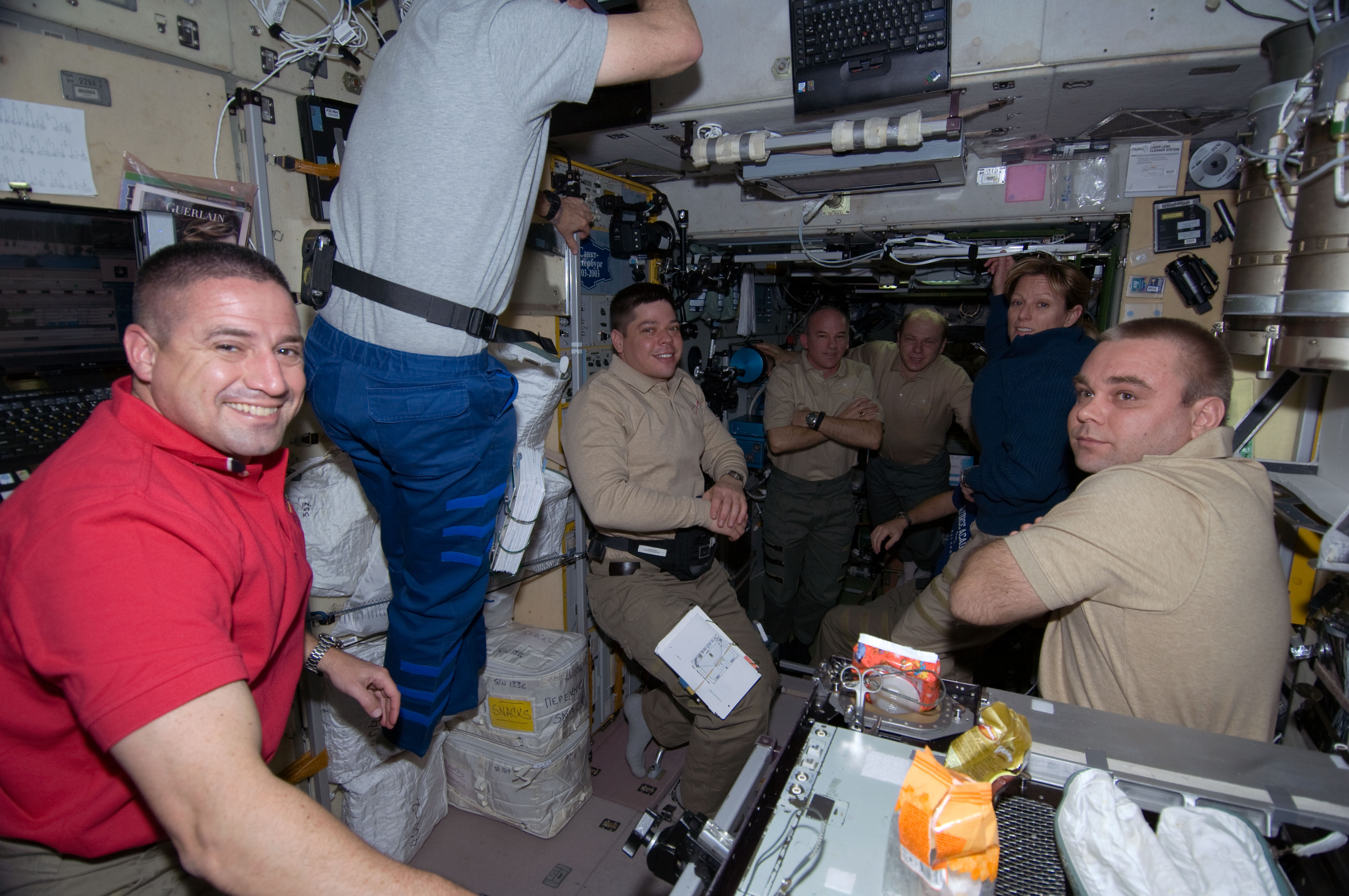
Екіпажі «Індевора» і МКС зустрілися на орбіті

Люк між МКС і «Індевором» був відкритий о 7:16. Екіпаж «Індевора» вітав екіпаж 22-ї експедиції МКС.
О 9:46, за допомогою робота-маніпулятора станції (під управлінням Ніколаса Патріка і Тімоті Крімера), з вантажного відсіку шатлу був піднятий подовжувач маніпулятора і переданий роботу-маніпулятору шатла (під управлінням Тіррени Віртс і Кетрін Хайр). Це зроблено для того, щоб звільнити простір у вантажному відсіку перед майбутнім підйомом модуля «Транквіліті».
З шатла на станцію були перенесені запасні частини необхідні для ремонту системи регенерації води. Астронавти, що виходять — Патрік і Бенкен — перенесли свої вихідні скафандри з шатла в шлюзовий модуль станції «Квест».

### Четвертий день польоту
10 лютого 21:14 — 13:14 11 лютого
Джордж Замку, Кетрін Хайр і Стівен Робінсон зайняті перенесенням доставленого на станцію обладнання та матеріалів. Астронавти Бенкен і Патрік готують свої скафандри та інструменти до першого виходу у відкритий космос.
Командир екіпажу МКС Джеффрі Уїльямс займався ремонтом системи регенерації води, яка вийшла з ладу кілька тижнів тому. Він встановив у системі нові центрифугу, насос і фільтри, які були привезені на станцію на «Індеворі».
У результаті вивчення знімків шатла, отриманих із станції, були виявлені два підозрілі місця.
- Керамічна вставка на рамі одного з вікон «Індевора», яка змістилася вгору зі свого нормального стану. Імовірно, під час повернення шатла на Землю (вхід в атмосферу і приземлення) під дією вібрації ця вставка може остаточно вилетіти з свого місця та вдаритися в обшивку шатла на хвостовому оперенні або в гондоли двигунів системи орієнтації.
- Тріщина на обшивці зовнішньої поверхні кабіни шатла.

Члени екіпажу розмовляли з кореспондентами американських телевізійних і радіостанцій.
У другій половині дня у астронавтів заплановано час для відпочинку.
Роберт Бенке і Ніколас Патрік вирушають спати при зниженому тиску в модуль «Квест», готуючись до завтрашнього виходу в космос, який призначений на 2:09.

### П'ятий день польоту
11 лютого 21:14 — 13:44 12 лютого
День першого виходу у відкритий космос.

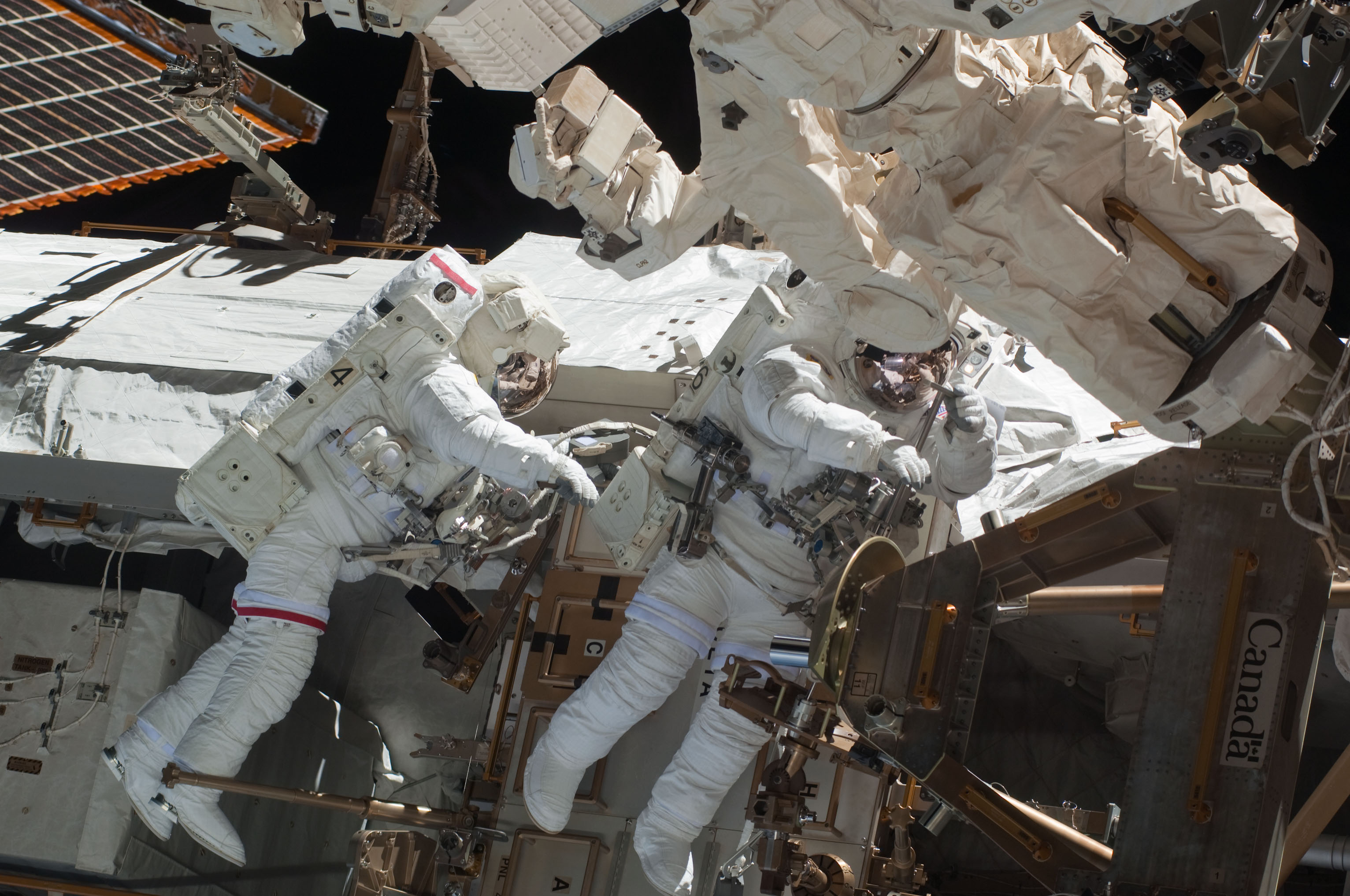
Роберт Бенке і Ніколас Патрік у відкритому космосі

Астронавти Бенкен і Патрік знімають транспортні кріплення з модуля «Транквіліті». За допомогою робота-маніпулятора станції астронавти підіймають модуль «Транквіліті» з вантажного відсіку шатлу і встановлюють його на лівому стикувальному порту модуля «Юніті». Астронавти Бенкен і Патрік підключають силові та інформаційні кабелі до модуля «Транквіліті».
Вихід почався о 2:17 (12 лютого). Координатором виходу всередині станції був Стівен Робінсон. Вийшовши з модуля «Квест», астронавти прямують у вантажний відсік шатлу. Роберт Бенке переміщається в задню частину відсіку, знімає транспортні кріплення з модуля «Транквіліті» і готує його стикувальний вузол приєднувати до модуля «Юніті». Ніколас Патлік переміщається до передньої частини «Транквіліті» і від'єднує від нього силові кабелі.
Террі Віртс і Кетрін Хайр перебувають у модулі «Дестіні» і керують роботом-маніпулятором станції, за допомогою якого п'ятнадцятитонний «Транквіліті» підіймають (початок підйому о 4:05) з вантажного відсіку шатлу і переміщають до лівого порту модуля «Юніті». О 5:56 «Транквіліті» був підведений до місця встановлення на модулі «Юніті».

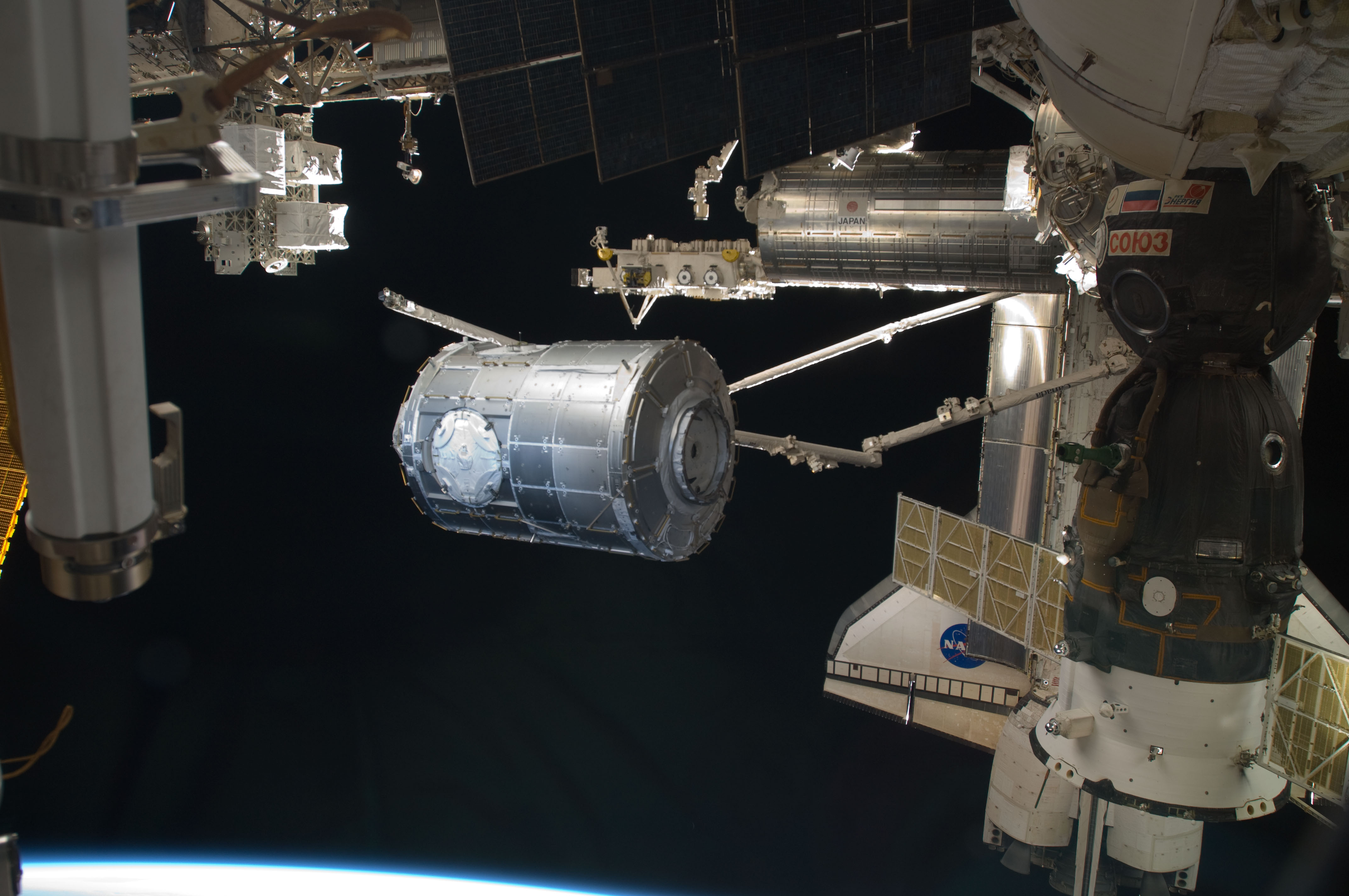
Установка модуля «Транквіліті»

О 6:20 спрацювали автоматичні захвати, і «Транквіліті» був щільно притягнутий до лівого стикувального вузла модуля «Юніті», модуль «Транквіліті» став частиною МКС. У цей час станція перебувала над Індійським океаном, на захід Сінгапур.
У цей час Бенкен і Патрік дістають із вантажного відсіку дві упаковки, у яких перебувають шланги та ізоляція для підключення модуля «Транквіліті» до системи охолодження МКС. Ці шланги будуть включені в систему під час другого виходу у відкритий космос.
Потім Бенкен і Патрік переміщуються до робота Декстр, щоб забрати комплект інструментів і перенести його на ліву сторону фермової конструкції станції.
Після того як «Транквіліті» був пристикований, Бкнкен і Патрік перемістилися до нього та почали підключення силових й інформаційних кабелів. Ця робота була завершена о 8:05.
О 8:34 Бенкен і Патрік повернулися в шлюзовий модуль «Квест». О 8:45 був закритий люк модуля «Квест».
Вихід закінчився о 8:49. Тривалість виходу склала 6 годин 32 хвилини.
Це був 138 вихід у відкритий космос пов'язаний з МКС.
З центру управління повідомили, що активація підключення «Транквіліті» і перевірка герметичності стику пройшли успішно.
Відкриття люка в «Транквіліті» з боку станції намічений на 2:14 (13 лютого).

### Шостий день польоту
12 лютого 21:14 — 13:14 13 лютого
Після вивчення зображень і свідчень сенсорів, керівники польоту оголосили, що теплозахисне покриття днища й крил шатла не має пошкоджень, тому шатл «Індевор» може безпечно повертатися на Землю.
Керамічна вставка, яка змістилася вгору зі свого нормального стану, за оцінками фахівців, не становить небезпеки для шатла. Тріщина на обшивці кабіни шатлу також не становить небезпеки.

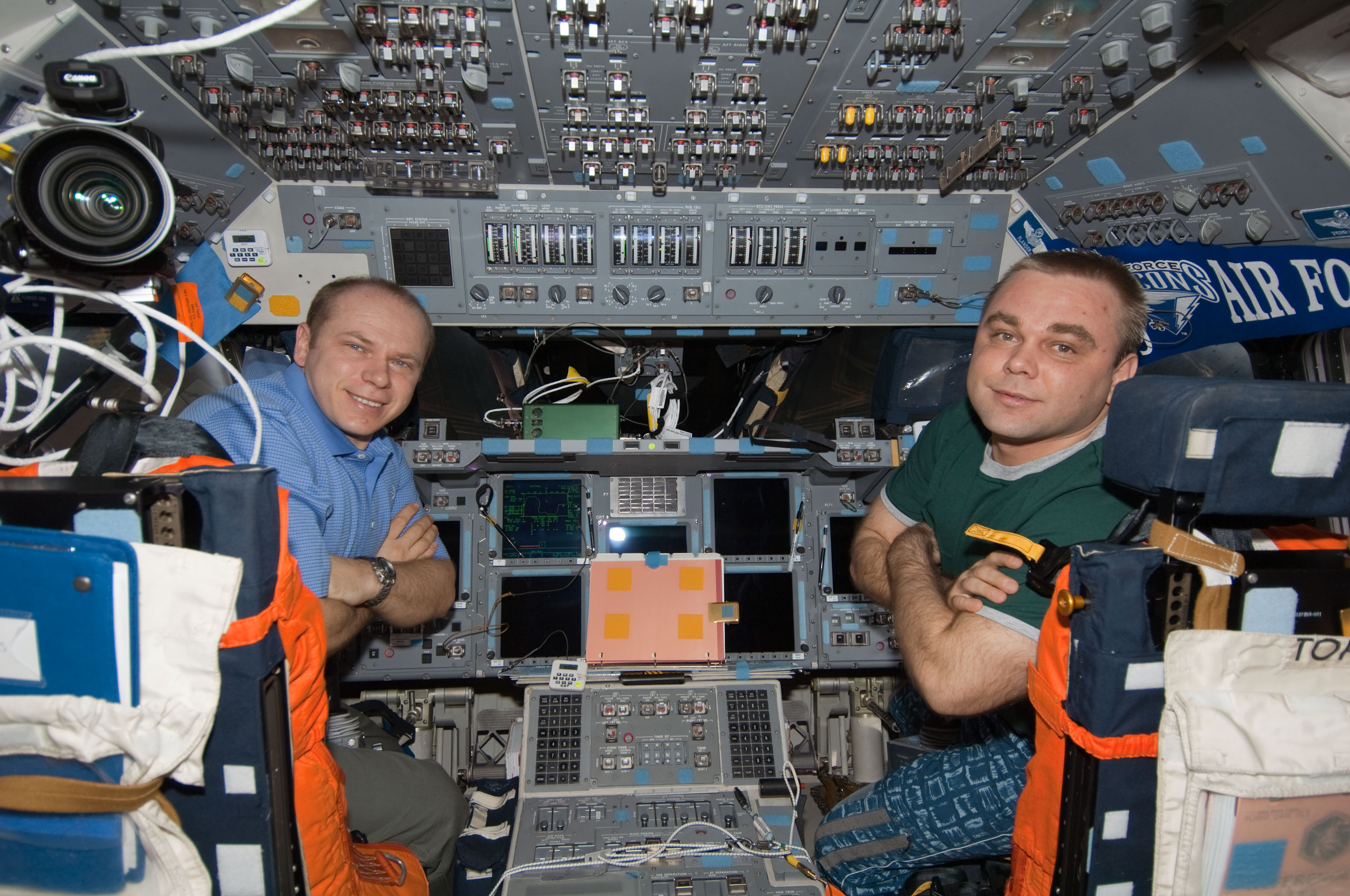
Російські космонавти Максим Шуру і Олег Котов у кабіні «Індевора»

Астронавти готували до активації новий модуль «Транквіліті». До модуля були під'єднані інформаційні та силові кабелі.
О 2:17 командир екіпажу МКС Джеффрі Уїльямс відкрив люк у модуль. Астронавти почали переносити обладнання з станції в «Транквіліті».
О 4:32 астронавти відкрили люк модуля «Купол», який пристикований до переднього порту модуля «Транквіліті». Однак вікна модуля «Купол» залишаються закритими, вони будуть відкриті тільки після перестиковки модуля на постійне місце — на нижній порт модуля «Транквіліті». Перед відстиковкою модуль «Купол» повинен бути розгерметизовано, а порт, до якого він пристикований, повинен бути закритий зсередини модуля «Транквіліті». Астронавти повинні були встановити кришки не передній порт зсередини модуля «Транквіліті», але їм не вдалося щільно встановити кришку. Кілька гвинтів заважають засунути кришку на місце. Проблемні місця були сфотографовані, а фотографії відправлені на Землю для аналізу фахівцями.
Астронавти Роберт Бенкен і Ніколас Патрік готувалися до другого виходу у відкритий космос, який відбудеться наступного дня. Під час першого виходу виявилися проблеми з внутрішньою вентиляцією в скафандрі Патріка. Тому до другого виходу готується інший скафандр.
О 7:30 Роберт Бенке і Ніколас Патрік відповідали на запитання користувачів твіттера.
О 10:30 Террі Віртс і Кетрін Хайр відповідали на запитання кореспондентів Ассошіейтед Прес, CBS News і Рейтер.

### Сьомий день польоту
13 лютого 21:15 — 13:14 14 лютого
День другого виходу у відкритий космос.
Керівництво польотом продовжило перебування «Індевора» в космосі на одну добу, щоб астронавти встигли перенести якомога більше обладнання в модуль «Транквіліті». У тому числі, в модуль «Транквіліті» повинна бути перенесена система регенерації води, яку астронавти МКС відремонтували за допомогою запасних частин, доставлених на «Індеворі». Відстиковка від станції перенесена з 19 лютого (0:35) на 20 лютого (0:54), а повернення на Землю з 21 лютого (3:01) — на 3:16 22 лютого.

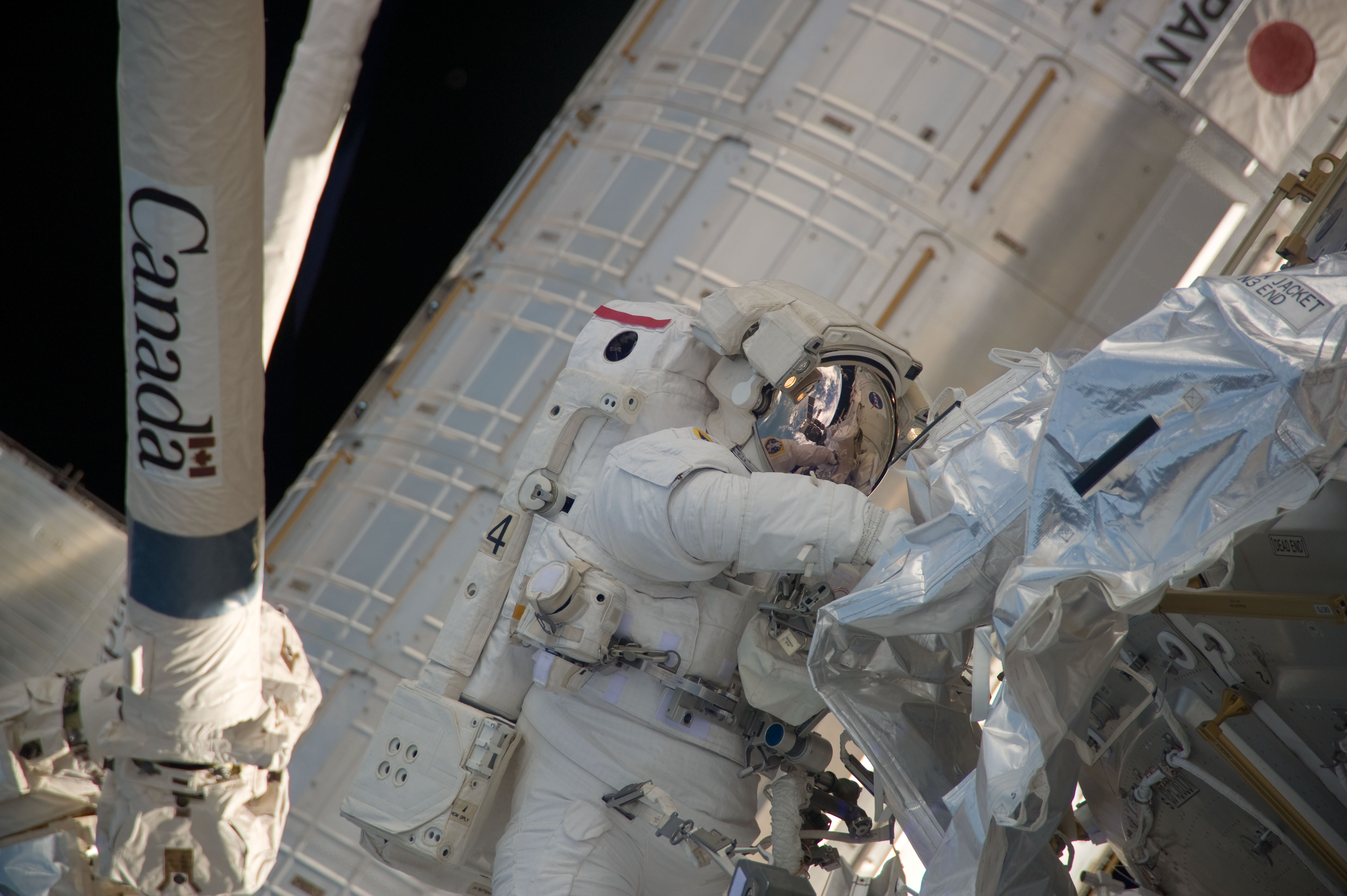
Роберт Бенке. Другий вихід у космос.

Астронавти Бенкен і Патрік повинні були розпакувати й розгорнути шланги системи охолодження, під'єднати їх до модуля «Транквіліті» і підключити їх до двох петель (А і В) загальної системи охолодження станції. Система охолодження необхідна для відводу тепла, яке продукується електроприладами, розташованими в модулі «Транквіліті». У кожній петлі (А і В) системи охолодження встановлюються по два сполучних шланга.
О 2:20 розпочався другий вихід у відкритий космос. Астронавти Роберт Бенкен і Ніколас Патрік почали розгортати багатошарове ізолююче полотно, у яке будуть загорнуті шланги системи охолодження. Потім Патрік перебрався на модуль «Дестіні» і почав приєднувати шланги до відповідних відводів. Водночас Бенкен почав з'єднувати шланги з відводами на модулі «Транквіліті». О 4:11 перша пара шлангів була встановлена. Астронавти розпочали встановлення другого комплекту ліній системи охолодження.

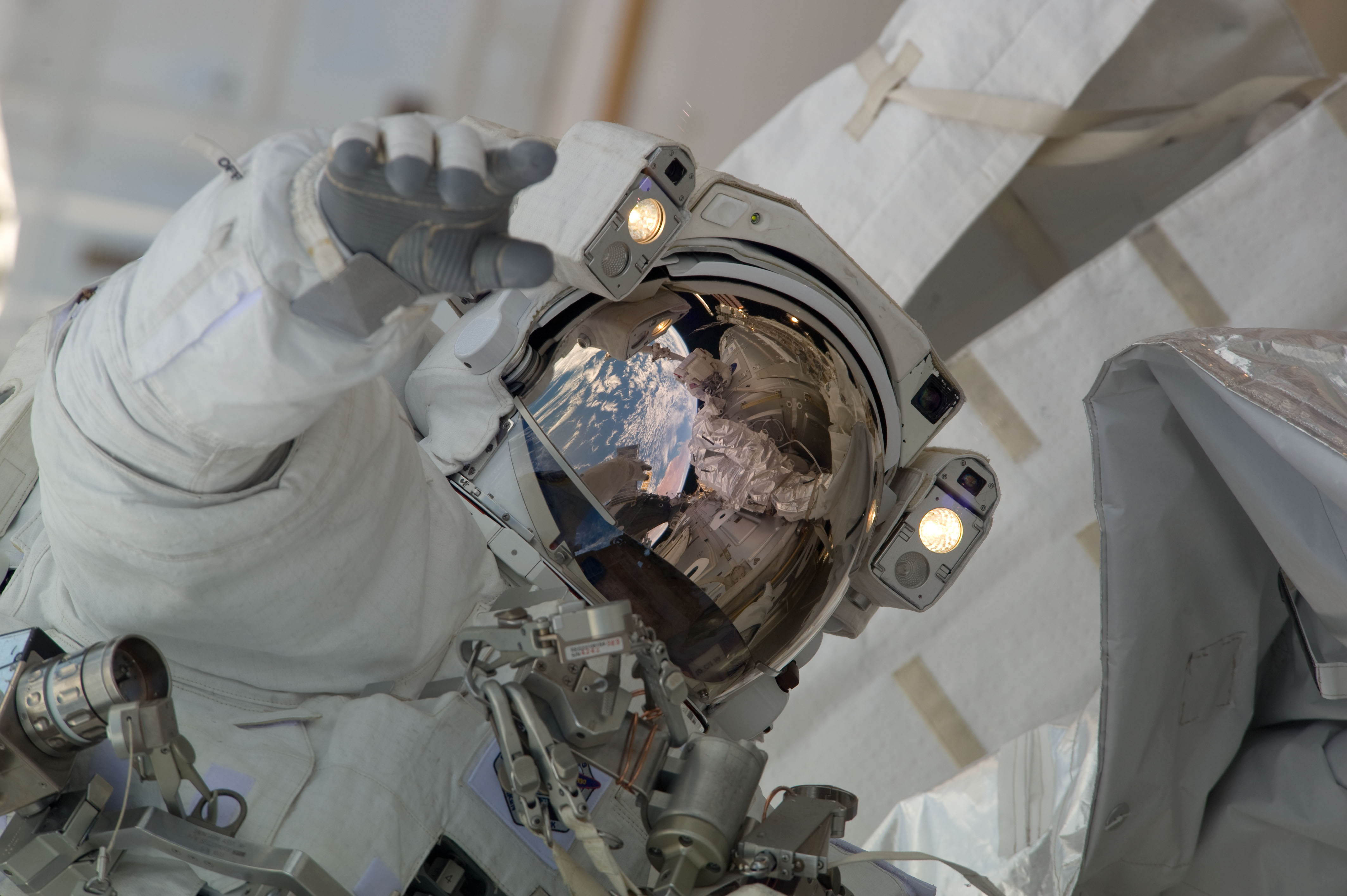
Ніколас Патрік. Другий вихід у космос.

Ніколас Патрік повідомив про кілька пластівців аміаку, які вилетіли з відводів системи охолодження. О 5 годині Роберт Беркен перемістився до Патріка, аби оглянути його скафандр, але не виявив будь-якого забруднення.
О 5:25 астронавти з'єднали всі шланги і почали завертати їх в ізолююче полотно. О 5:55 Патрік відкрив вентиль першої петлі системи охолодження, через який аміак по знову під'єднаних шлангах потік до модуля «Транквіліті». Друга петля системи охолодження буде активована під час третього виходу у відкритий космос.
О 6 годині Роберт Бенке перемістився до нижнього порту модуля «Транквіліті», щоб підготувати його до прийому модуля «Купол».
Ніколас Патрік перемістився до модуля «Купол», щоб підготувати його до відстиковки.
О 6:43 з центру управління польотом повідомили, що включена петля охолодження функціонує нормально.
Астронавти Роберт Бенкен і Ніколас Патрік почали встановлювати додаткові поручні на модулі «Транквіліті».
О 7:40 Бенкен і Патрік повернулися до шлюзового модулю «Квест». О 8:05 — астронавти всередині модуля «Квест». Астронавти повернулися раніше, щоб мати більше часу для зовнішнього огляду скафандрів, через можливе забруднення аміаком.
Вихід закінчився о 8:14. Тривалість виходу склала 5 годин 54 хвилини.
Це був 139 вихід у відкритий космос пов'язаний з МКС.

### Восьмий день польоту
14 лютого 21:14 — 13:14 15 лютого
У цей день Модуль «Купол» був встановлений на призначене для нього місце, на нижньому, направленому на Землю, порту модуля «Транквіліті».
О 1:00 почалася розгерметизація модуля «Купол». О 3:23 модуль «Купол» був захоплений роботом-маніпулятором станції, яким управляли Кетрін Хайр і Террі Віртс.

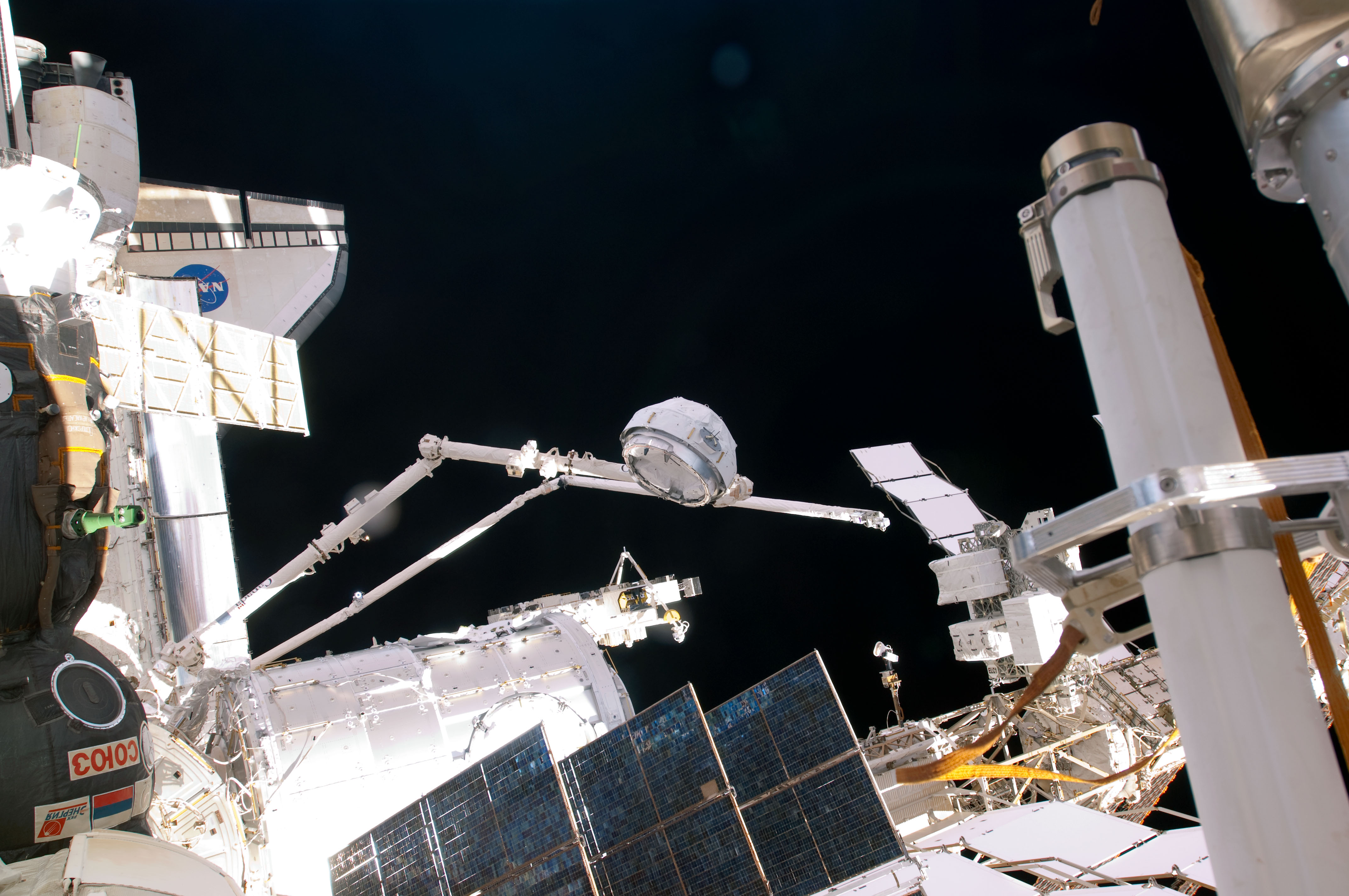
Установка модуля «Купол»

О 5:20 модуль «Купол» був від'єднаний від переднього стикувального вузла модуля «Транквіліті». За допомогою маніпулятора «Купол» переноситься до нижнього стикувального вузла модуля «Транквіліті». О 6:31 модуль «Купол» був пристикований до нижнього порту модуля «Транквіліті».
Астронавти планують увійти до «Купол» наступного дня. Кришки, якими зовні закриті вікна «Купола», будуть зняті під час третього виходу у відкритий космос.
Після того як «Купол» був встановлений, робот-маніпулятор був переведений до стикувального адаптера № 3, який тимчасово розміщений на верхньому порту модуля «Гармонія». Наступного дня цей адаптер буде перестикуватися на звільнений передній порт модуля «Транквіліті».

### Дев'ятий день польоту
15 лютого 21:14 — 13:14 16 лютого

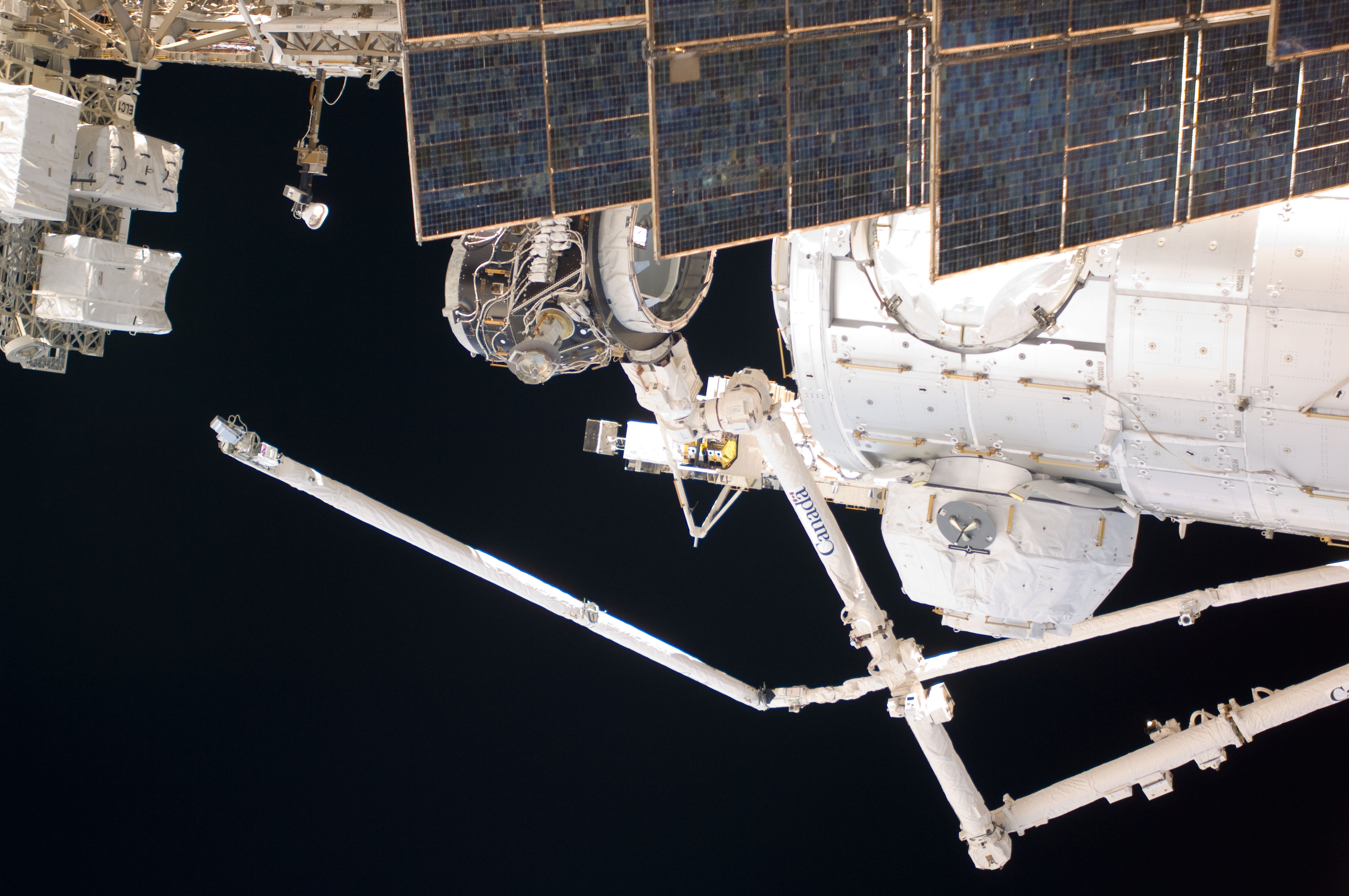
Перестановка стикувального адаптера № 3

У цей день стикувальний адаптер № 3 був переустановлений на призначене для нього місце на передньому порту модуля «Транквіліті».
О 0:52 адаптер № 3 був відключений від модуля «Гармонія». О 2 годині адаптер, за допомогою робота-маніпулятора, яким управляли Роберт Бенке і Ніколас Патрік, був переміщений до переднього порту модуля «Транквіліті».
Стикувальний адаптер № 3 був приєднаний до модуля «Транквіліті» о 2:28.

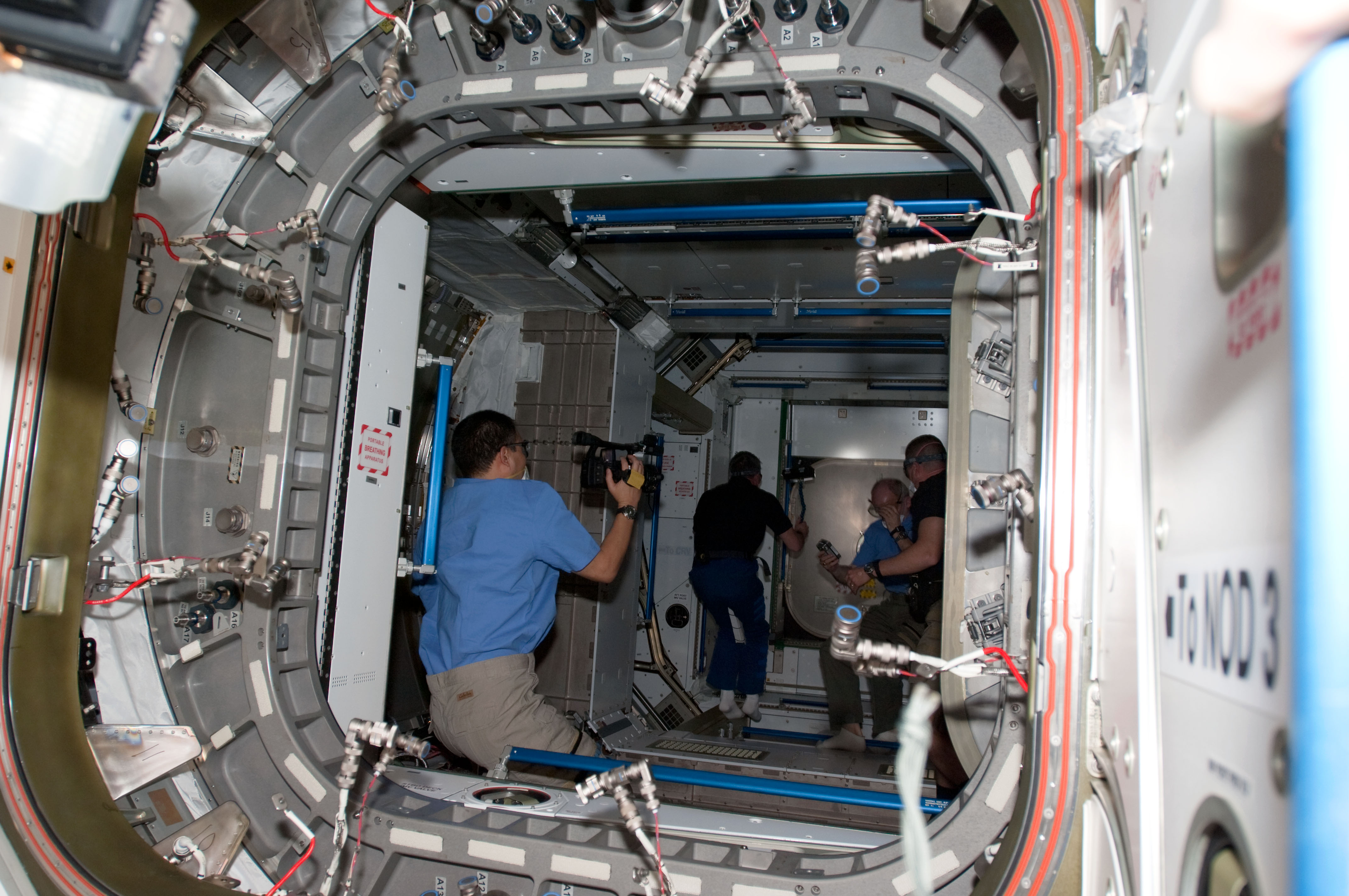
Астронавти працюють у модулі «Транквіліті»

Астронавти відкрили модуль «Купол» зсередини станції. Продовжувалося обладнання нового модуля «Транквіліті».
У другій половині дня астронавти мали час для відпочинку.
Роберт Бенке і Ніколас Патрік готувалися до свого третього (останнього) виходу у відкритий космос.

### Десятий день польоту
16 лютого 21:14 — 13:14 17 лютого
День третього виходу у відкритий космос.
Роберт Бенке і Ніколас Патрік повинні включити другу петлю охолодження на модулі «Транквіліті», прибрати ізоляцію і зняти транспортні запори з алюмінієвих захисних кришок семи вікон модуля «Купол».

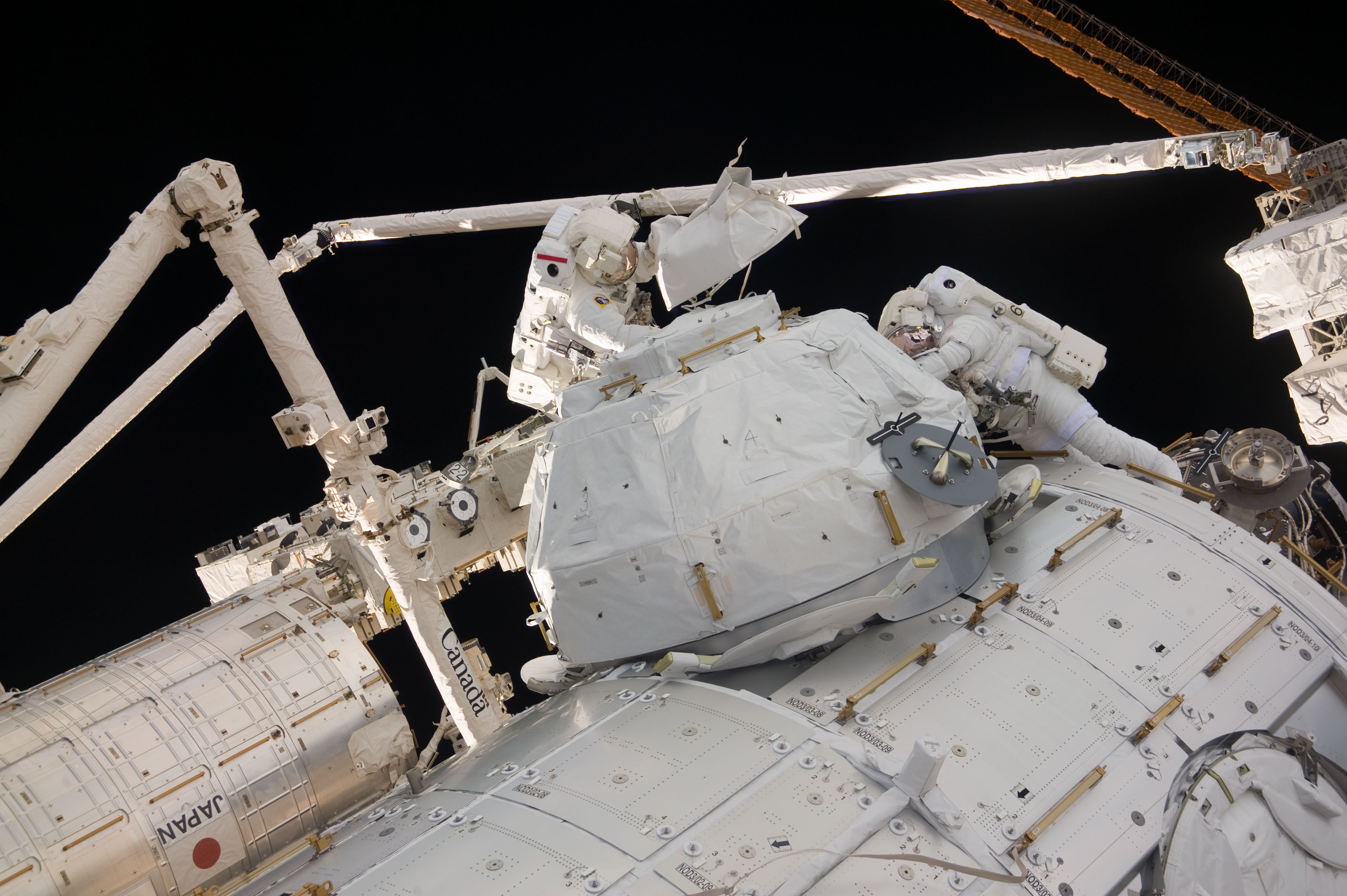
Роберт Бенкне і Ніколас Патрік працюють на модулі «Купол»

О 2:15 розпочався третій вихід у відкритий космос. Астронавти Роберт Бенкен попрямував до модуля «Транквіліті», щоб включити другу петлю охолодження, а Ніколас Патрік попрямував до адаптера № 3, щоб підключити до нього кабелі. О 3:45 астронавти попрямували до модуля «Купол». Астронавти від'єднали і згорнули два ізоляційних покриття з вікон «Купола». Ця робота була закінчена о 4:39. Потім астронавти зняли транспортні кріплення з кришок вікон. О 5:15 віконниці всі кріплення зі віконниць були зняті.
О 5:26 Террі Віртс і Кетрін Хайр відкрили віконниці центрального круглого вікна модуля «Купол». Потім послідовно були відкриті інші вікна.

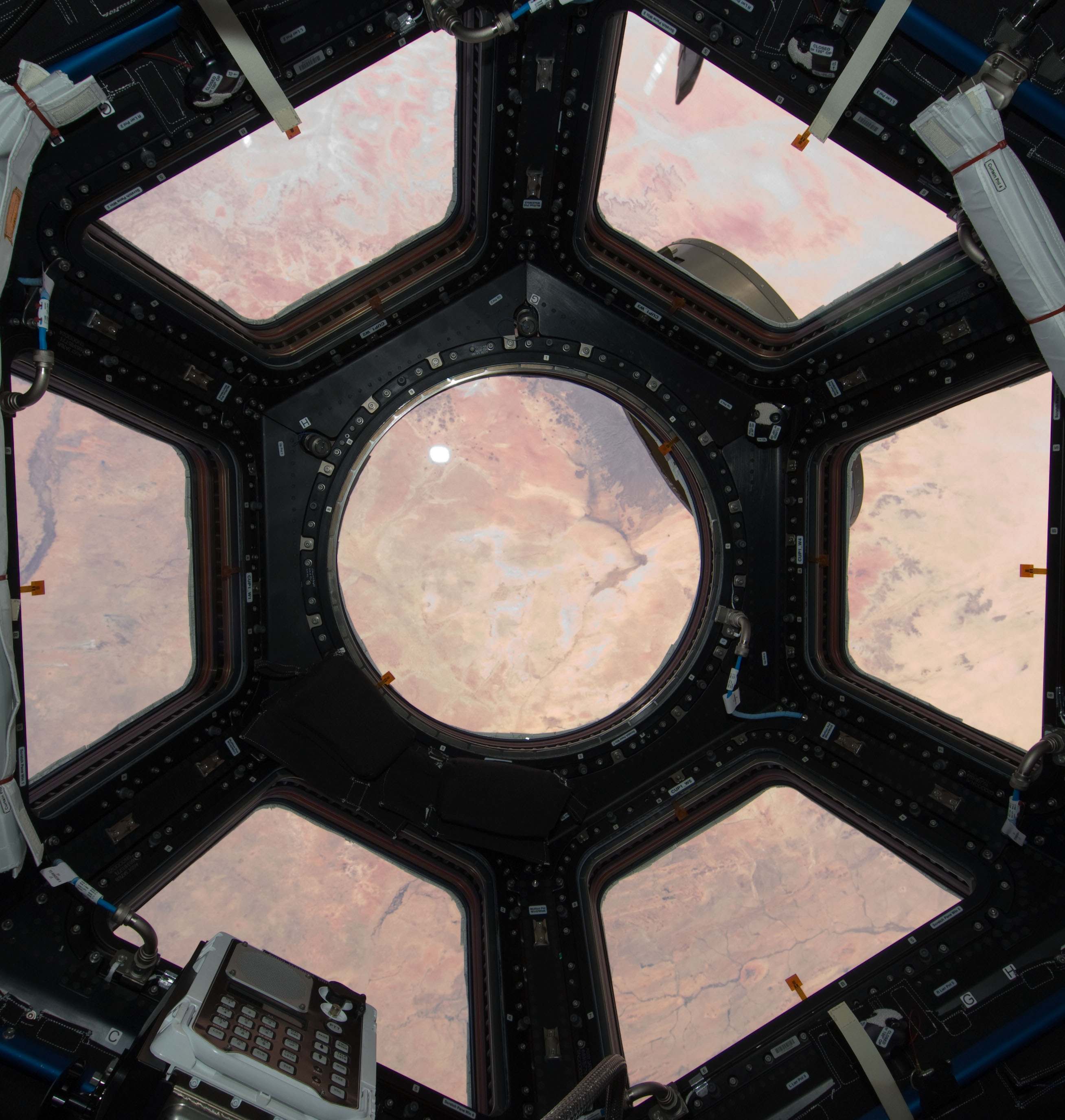
Вид через вікна «Купола»

Роберт Бенке почав встановлювати поручні на модулі «Транквіліті». Астронавти протягнули волоконно-оптичний кабель від сегмента S0 до російського модуля «Зоря». За допомогою цього кабелю надалі буде під'єднаний пункт управління робота-маніпулятора станції, який передбачається встановити в модулі «Зоря».
О 7:37 Бенкен повернувся в шлюзовий модуль. О 7:50 до нього приєднався Патрік.
Вихід закінчився о 8:03. Тривалість виходу склала 5 годин 48 хвилин.
Це був 140 вихід у відкритий космос пов'язаний з МКС.
Сім вікон модуля «Купол» забезпечують панорамний огляд Землі. «Купол» буде також використовуватися як кабіна, з якої астронавти будуть керувати роботом-маніпулятором станції, і, при цьому, астронавти зможуть безпосередньо спостерігати за пересуванням маніпулятора. Досі спостереження за пересуванням маніпулятора було можливе тільки на моніторах. Передбачається керувати маніпулятором з «Купола» у майбутньому для захоплення прибуваючих на станцію вантажних кораблів.

### Одинадцятий день польоту
17 лютого 21:14 — 12:14 18 лютого

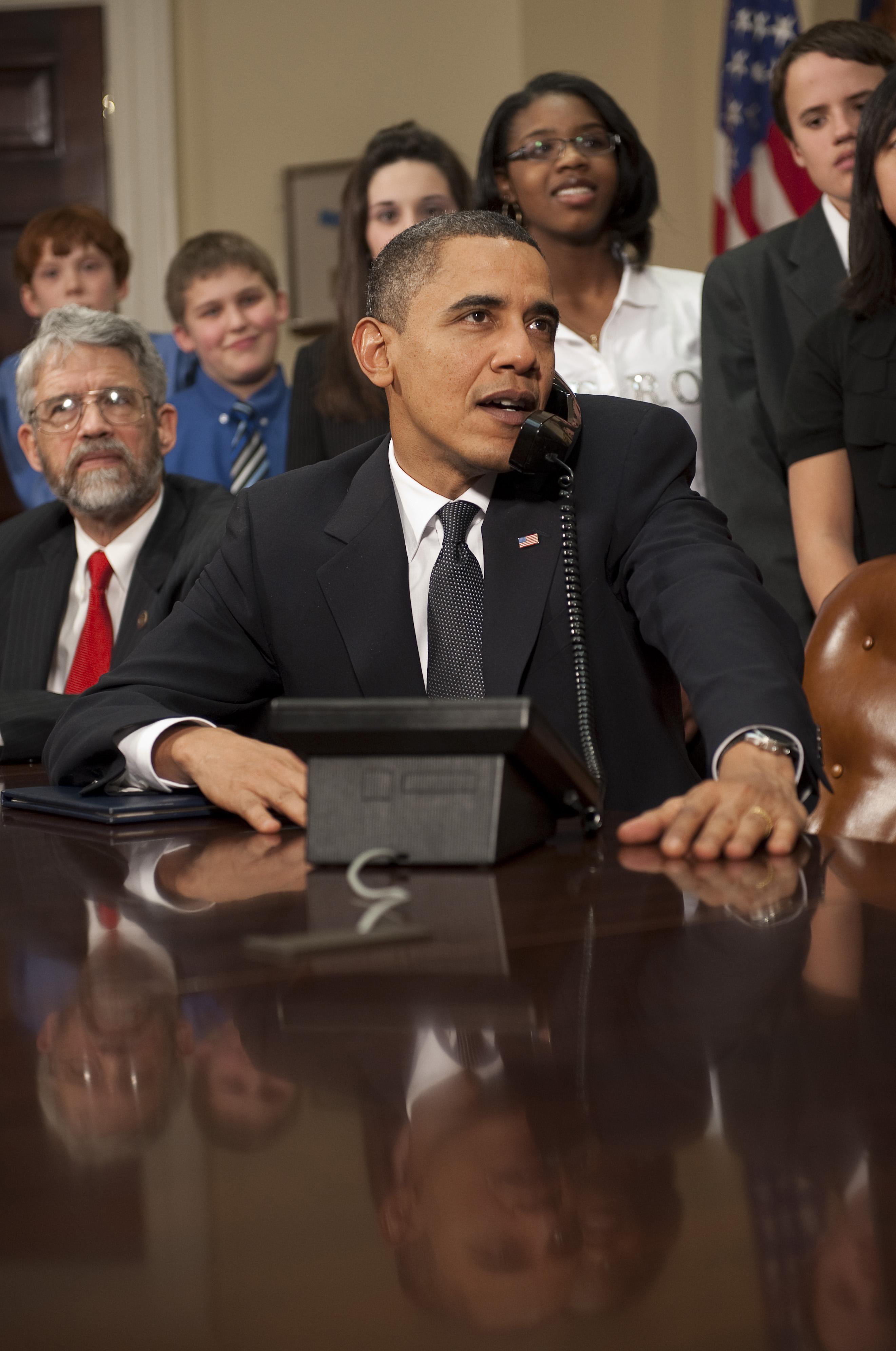
Президент Обама розмовляє з екіпажем «Індевора»

О 22:15 Президент США Барак Обама викликав екіпаж «Індевора» на телефонну розмову. У розмові брали участь сенатори від штату Меріленд демократ Барбара Мікульські і республіканець Датч Рупперсбергер, а також учні середніх шкіл.
Цей день присвячений перенесенню обладнання в модуль «Транквіліті». У «Транквіліті» були встановлені: дві стійки з обладнанням для регенерації води, стійка генератора кисню і туалет. Раніше в «Транквіліті» був встановлений тренажер. Тренажер із біжучою доріжкою «Коберт» (англ. COLBERT) буде перенесений в «Транквіліті» пізніше, після відбуття «Індевора».

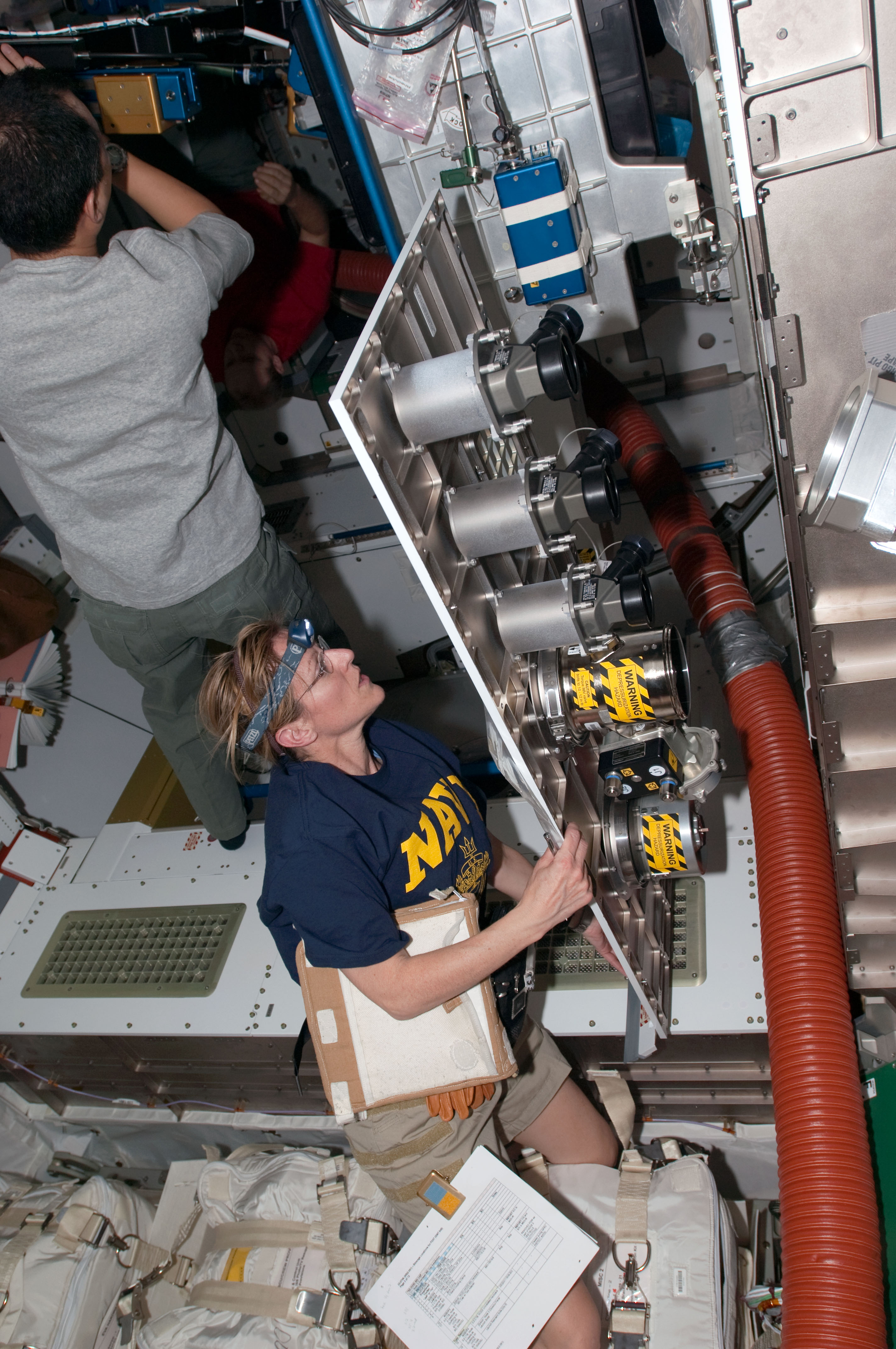
Кетрін Хайр працює в модулі «Транквіліті»

О 7:32, за допомогою двигунів шатла була піднята орбіта станції. Параметри орбіти станції після коригування: апогей 350 км, перигей 335 км.
У модуль «Квест» було розміщено 24 фунтів кисню. Астронавти переносили з шатла в станцію доставлені обладнання та матеріали. У зворотному напрямку астронавти переносили результати проведених на станції експериментів.

### Дванадцятий день польоту
18 лютого 20:14 — 12:14 19 лютого
Астронавти закінчували переноску обладнання та матеріалів з шатла в станцію і у зворотному напрямку.
Командир екіпажу МКС Джеффрі Уїльямс і командир екіпажу «Індевора» Джордж Замку розрізали символічну червону стрічку і оголосили, що модуль «Купол» переданий в експлуатацію. У модулі «Купол» був встановлений контейнер, у якому перебуває місячний камінь. Цей камінь був привезений на Землю з Місяця екіпажем «Аполлона-11» в 1969 році.
О 2 годині 40 відбулася прес-конференція, під час якої астронавти спілкувалися з репортерами, які перебували в центрі управління польотом НАСА і у космічному центрі Японії.

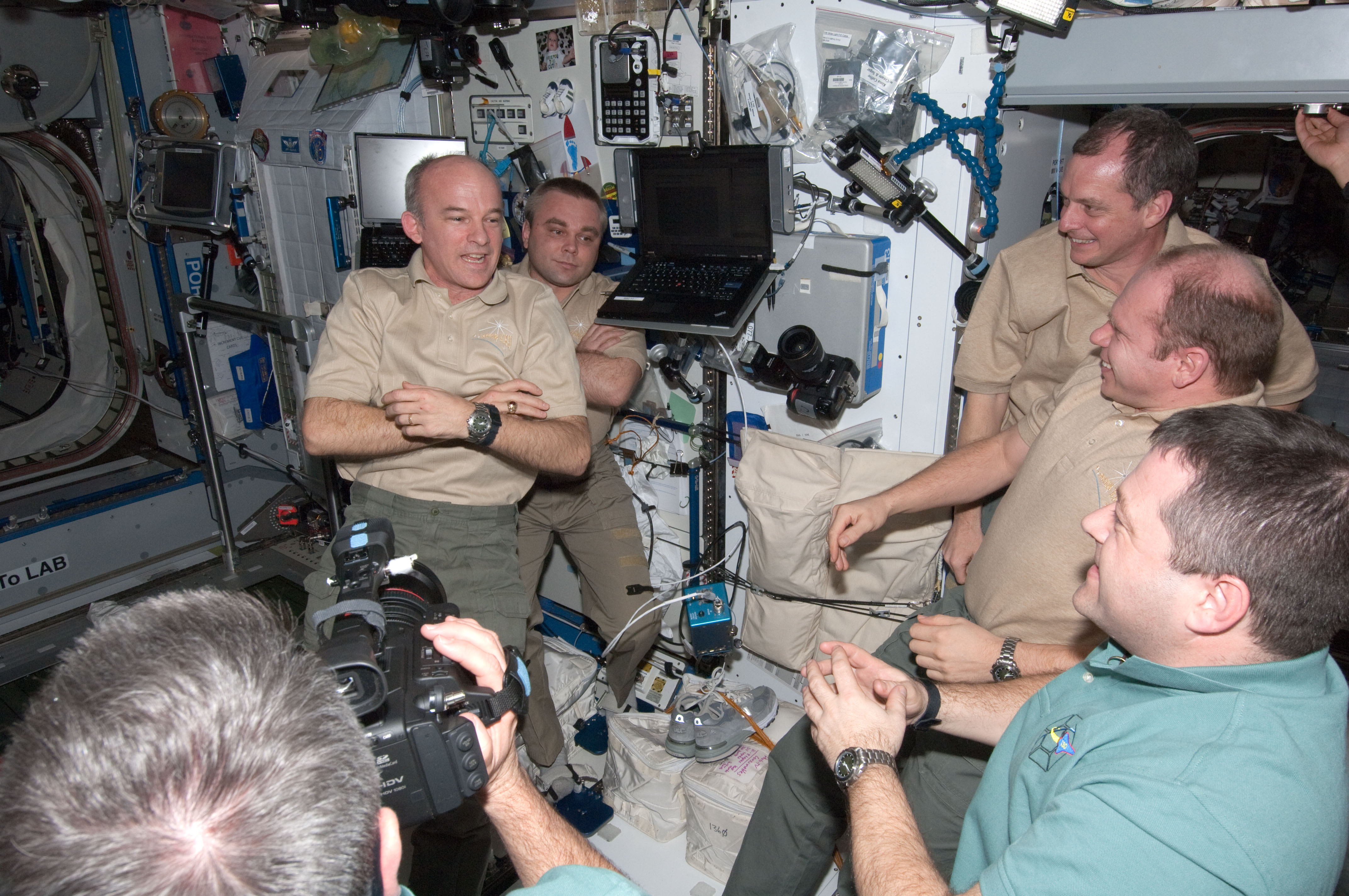
Екіпажі шатла і МКС прощаються в модулі «Гармонія»

О 7:45 екіпажі шатла і МКС попрощалися один з одним у модулі «Гармонія». Астронавти шатла повернулися в «Індевор». О 8:09 був закритий люк між станцією і «Індевор». Люк між станцією і «Індевором» був відкритий протягом дев'яти діб і 52 хвилин.
Вага станції порівняно з вагою до прильоту «Індевора» збільшилася на 15,75 тонн, 13,5 тонн — вага «Транквіліті», 1,6 тонни — вага «Купола», 0,6 тонн — вага доставлених матеріалів. Тепер загальна вага станції складає 363 тонни.

### Тринадцятий день польоту
19 лютого 20:14 — 12:14 20 лютого
О 0:54 шатл «Індевор» відстикувався від МКС. Спільний політ «Індевора» і МКС тривав протягом 9 діб 19 годин і 48 хвилин. Шатл відходить від станції зі швидкістю 0,1 м / с. О 1:06 «Індевор» відійшов на відстань 52 метри.
О 1:16 «Індевор» перебуває на відстані 153 метри і починає традиційний обліт станції.
О 1:30 «Індевор» перебуває на відстані 200 метрів від станції. О 2 годині «Індевор» закінчив обліт станції.
Короткочасне включення двигуна шатла збільшує швидкість видалення шатла до 0,5 м/с.

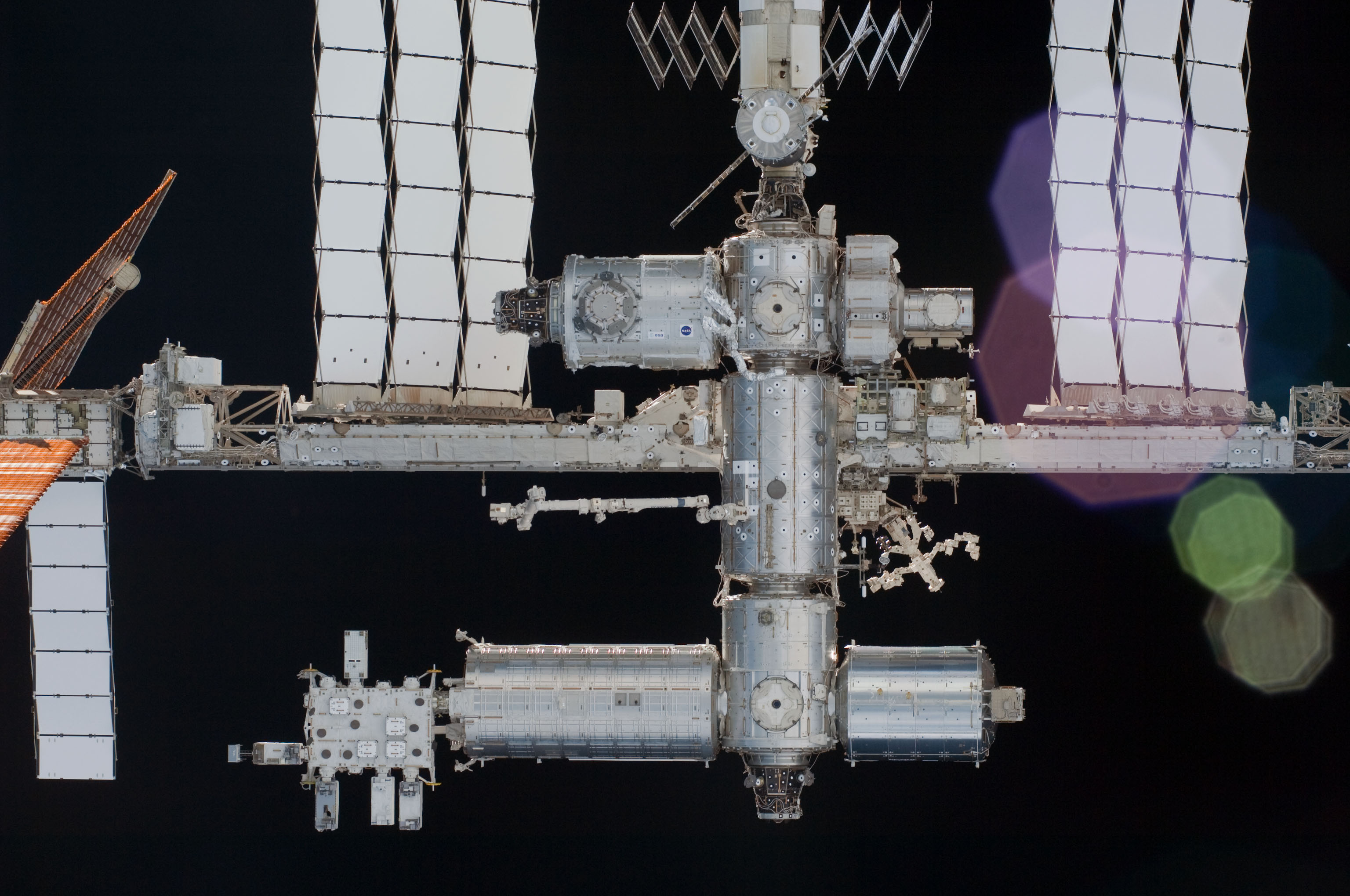
«Індевор» віддаляється від МКС

О 2:30 включення двигунів шатла «Індевор» остаточно йде від станції.
О 6 годині астронавти почали інспекцію теплозахисного покриття носа і кромок крил шатла. Роботом-маніпулятором по черзі керують Кетрін Хайр, Стівен Робінсон і Ніколас Патрік, потім Джордж Замку, Террі Віртс та Кетрін Хайр.
До 6:12 «Індевор» віддалився від станції на відстань 30 км, і продовжує віддалятися приблизно на 16 км за кожний виток навколо Землі.
Інспекція теплозахисного покриття була закінчена о 9:30. О 11 годині подовжувач робота-маніпулятора був покладений у вантажному відсіку шатла.

### Чотирнадцятий день польоту
20:14 20.02 — 12:14 21.02
Астронавти пакують обладнання і інструменти, тестують системи шатлу, які будуть задіяні при приземленні та готують свої скафандри.
«Індевор» має дві можливості для приземлення в космічному центрі Кеннеді в ніч на 22 лютого. У ніч на 23 лютого є чотири можливості, дві в центрі Кеннеді і дві на військово-повітряній базі Едвардс у Каліфорнії.
У разі несприятливої погоди приземлення може бути перенесено на добу. Ресурсів «Індевора» досить для продовження польоту до вівторка, 23 лютого.
Цього дня погода у Флориді несприятлива для приземлення. Прогноз на наступну добу також несприятливий. Більш сприятливий прогноз для приземлення в Каліфорнії.
Ймовірність сприятливої для приземлення погоди на мисі Канаверал у ніч на 22 лютого складає 40—60 %.
Наприкінці дня астронавти давали інтерв'ю кореспондентам CNN, CNN і Español Univision. Частково інтерв'ю велося іспанською мовою; мати Джорджа Замку походить із Колумбії.

### П'ятнадцятий день польоту
19:14 21 лютого — 22 лютого 3:20
У ніч на 22 лютого «Індевор» мав дві можливості для приземлення в космічному центрі Кеннеді:
- 217-й виток, гальмування о 2:14, приземлення о 3:20
- 218 виток, гальмування о 3:50, приземлення о 4:55

Погода у Флориді залишається несприятливою, тому злітно-посадкова смуга на військово-повітряній базі Едвардс у Каліфорнії також готується до приземлення «Індевора».
22 лютого були також дві можливості для приземлення «Індевора» на військово-повітряній базі Едвардс:
- 219 виток, гальмування о 5:20, приземлення о 6:25
- 220 виток, гальмування о 6:56, приземлення о 8:00

У день приземлення погода у Флориді залишалася мінливою, на межі допустимої, тим не менш, екіпаж проводить усі заходи передбачені перед приземленням. У небі в районі космодрому літає розвідник погоди: астронавт Кріс Фергюсон на літаку Т-38. Фергюсон повідомляє, що є привід для оптимізму, оскільки хмари рухаються убік від космодрому. Постійно на зв'язку з екіпажем «Індевора» перебуває Фредерік Стеркоу.
О 23:48 був закритий вантажний відсік шатлу.
О 0:50 астронавти «Індевора» надягають свої скафандри. О 1:55 керівник польоту Норм Кнайт передає на шатл дозвіл на приземлення.
О 2:14 були включені двигуни шатла на гальмування. Двигуни відпрацювали 2 хвилини 34 секунди, «Індевор» сходить з орбіти. У цей час шатл перебував над Індійським океаном, на захід від Малайзії. О 2:50 «Індевор» входить у верхні шари атмосфери. Швидкість «Індевора» 25М, він перебуває на висоті 122 км, він рухається від південного району Тихого океану в напрямку центральної Америки. О 3 годині «Індевор» перебуває на висоті 66 км, за 2100 км від посадкової смуги, його швидкість 21000 км / год. О 3:12 «Індевор» перебуває на висоті 36 км, за 250 км від посадкової смуги, його швидкість 5500 км / год. О 3:16 «Індевор» пролітає над Космічним центром Кеннеді і робить розворот для заходу на посадку.
У ніч на 22 лютого шатл «Індевор» успішно приземлився в Космічному центрі Кеннеді на злітно-посадковій смузі № 15. Приземлення відбулося о 3:20:31 за Гринвічем (21 лютого 22:20 за часом космодрому Канаверал).
Тривалість польоту склала 13 діб 18 годин 6 хвилин 24 секунди. За час польоту «Індевор» подолав 9,2 млн км та здійснив 217 витків навколо Землі. Це було 73-тє приземлення шатла на мисі Канаверал.
Після приземлення астронавти оглянули зовні свій корабель, їх супроводжували директор НАСА Чарльз Френк Болден і директор Космічного центру Роберт Кабана, обидва колишні астронавти.

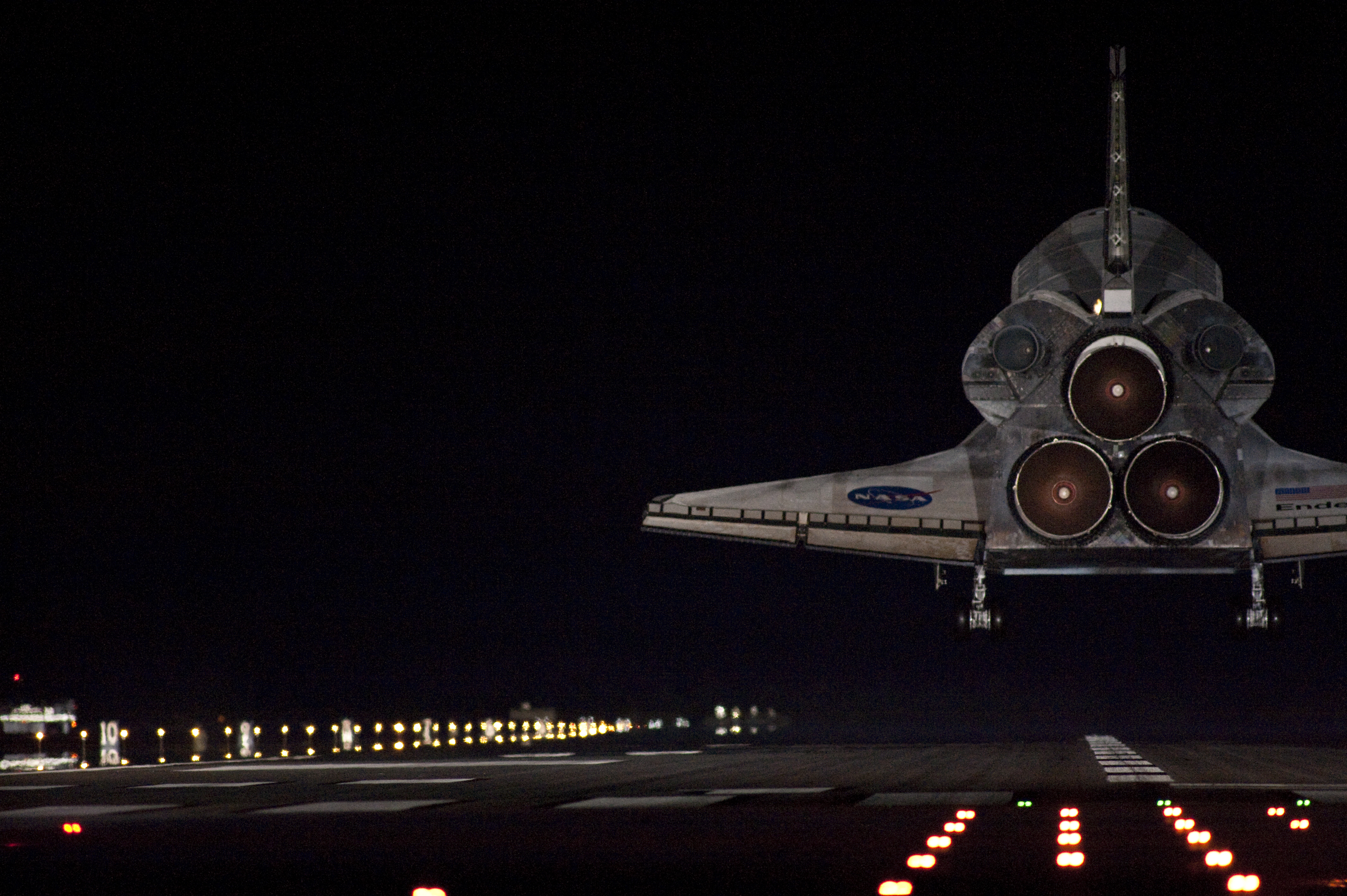
Шаттл Індевор приземляється на Космічний центр ім. Кеннеді, 21 лютого 2010 року.
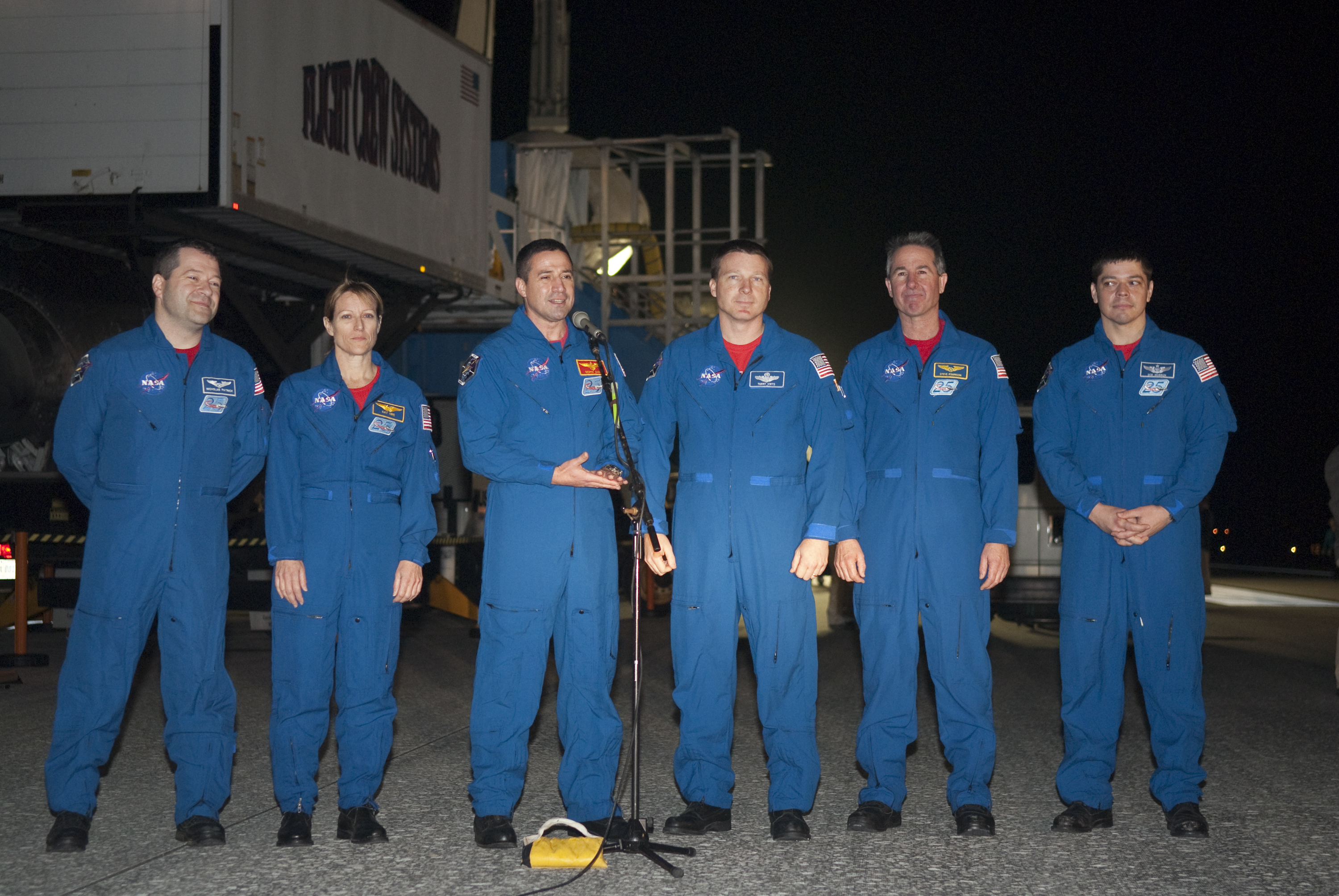
Командувач Джордж Замка коментує після приземлення.

## Підсумки
Усі основні завдання, поставлені перед екіпажем «Індевора», були виконані. Доставлені та змонтовані на МКС останній американський модуль «Транквіліті» і оглядовий модуль «Купол». Доставлені запасні компоненти, за допомогою яких була відремонтована система регенерації води станції. Проведено три успішні виходи у відкритий космос. Політ «Індевора» був продовжений на одну добу, протягом яких астронавти шатла допомогли перенести і змонтувати прилади та обладнання в новому модулі «Транквіліті».
Це був 130-й політ шатла і 24-й (передостанній) політ «Індевора». Останній, 25-й політ (STS-134), «Індевора» запланований на 29 липня.